# Місяць (супутник)
Мі́сяць — єдиний природний супутник Землі; найбільший і наймасивніший супутник Сонячної системи відносно своєї материнської планети, п'ятий за розміром і найбільший супутник планет земної групи. Обертається на середній відстані, що приблизно в 30 разів перевищує діаметр Землі. Припливні сили між Землею та Місяцем з часом синхронізували орбітальний період Місяця (синодичний місяць) із періодом його обертання (місячна доба) у 29,5 земних днів, через що одна сторона Місяця завжди повернена до Землі. Гравітаційне тяжіння Місяця  є однією з головних причин припливів і відпливів на Землі. Місяць є першим і єдиним позаземним тілом природного походження, на якому побували люди.
З погляду геофізики Місяць є планемо або планетою-супутником. Його маса становить 1,2 % маси Землі, а діаметр — чверть земного (що можна порівняти з шириною Австралії). Його поверхнева гравітація становить приблизно одну шосту земної, приблизно половину гравітації Марса, і є другою за величиною серед усіх супутників Сонячної системи після супутника Юпітера Іо. Також він більший і масивніший за всі відомі карликові планети. Тіло Місяця є диференційованим. Не має значної гідросфери, атмосфери чи магнітного поля порівняно із Землею. Супутник утворився 4,46 млрд років тому, невдовзі після формування Землі, згідно з найпоширенішою на сьогодні теорією, з уламків Землі після зіткнення з гіпотетичним тілом Теєю.
Поверхня Місяця вкрита місячним пилом, горами, ударними кратерами, системами променів, борознами та темними «морями», які являють собою рівнини з базальту. Ці моря утворилися, коли розплавлена лава стікала в колишні ударні кратери. Місяць, за винятком випадків місячного затемнення, завжди освітлюється Сонцем, але видиме освітлення Місяця із Землі змінюється під час обертання по орбіті, утворюючи фази Місяця. Місяць — другий за яскравістю об'єкт для земного спостерігача після Сонця. Видимий розмір майже однаковий із Сонцем, що дозволяє йому повністю закривати Сонце під час повного сонячного затемнення. Із Землі можна побачити приблизно 59 % місячної поверхні через лібрацію, що робить видимими деякі частини зворотного боку Місяця.
Місяць є важливим об'єктом для людства, будучи вирішальним для космографії, міфології, релігії, мистецтва, вимірювання часу, природничих наук і космічних польотів. 1959 року перші космічні апарати здійснили обліт Місяця («Луна-1», «Луна-2»). 1966 року Місяць став першим позаземним тілом, на який здійснено м'яку посадку космічного посадкового апарата. 20 липня 1969 року люди вперше висадилися на позаземному тілі, на Місяці в Морі Спокою за допомогою посадкового модуля «Ігл» американської місії «Аполлон-11». Відтоді до 1972 року відправлено ще п'ять екіпажів. Найдовше на Місяці перебував екіпаж «Аполлона-17» — 75 годин. З 1974 року дослідження Місяця призупинили, але в 1990-х роках відновили двома місіями НАСА — «Клементина» і «Лунар Проспектор» — які виявили ознаки наявності водяного льоду, зокрема на Південному полюсі Місяця. З кінця 1990-х років, Місяць був основною місією космічних зондів держав, що здійснюють космічні польоти, зокрема Китаю, Японії, Індії. Наприкінці 2020-х років планується поновлення пілотованих місій на Місяць.

## Назва та етимологія
Українське слово місяць походить від прасл. měsęcь, спорідненого лат. mēnsis, гр. μήν, дінд. māḥ, masaḥ (всі означають «місяць»), що походять від іє. *mēns-, *mēs-, які вважають пов'язаними з *mē- «міряти». Споріднені слова є в багатьох слов'янських мовах, як болг. месец, пол. miesiąc, рос. месяц тощо. З цим праіндоєвропейським коренем пов'язані також англійські Moon «місяць як небесне світило» та month «місяць як одиниця виміру часу» та їх відповідники в інших германських мовах.
У деяких слов'янських мовах Місяць називають словом, що походить від прасл. luna «світло, блиск, Місяць», спорідненого з латинським luna й утвореного від іє. *louksnā — жіночої форми прикметника *louksno-, *leuksno- «блискучий, сяючий». Це слово з'явилось як результат табуїстичної заміни *mēns- через уявлення давніх людей про магічні властивості Місяця. Прикладами є болг. луна, рос. луна, чеськ. luna тощо. В українській мові також присутнє споріднене слово луна́, але з іншим значенням — «відблиск, заграва» (не плутати з омонімом луна́ «відгомін, відбиття звуку»).
У латинській мові присутні слова luna, що передусім означає «місяць як світило», та mensis «місяць як одиниця часу». Цю відмінність зберегли нащадки відповідних слів у більшості романських мов (італ. luna, mese; ісп. luna, mes; порт. lua, mês; фр. lune, mois). Давньогрецькою Місяць називали Σελήνη (Селене), від цього слова походять назва хімічного елементу селену та префікс «селено-» (як у слові селенографія, що означає вивчення форми та рельєфу Місяця). Стародавні єгиптяни називали Місяць «Ях» або «Іях».

## Дослідження Місяця

### Дотелескопічне спостереження (до 1609 року)
Розуміння місячних циклів є раннім етапом розвитку астрономії: з VIII століття до нашої ери вавилоняни вели систематичний облік сонячних затемнень і, можливо, навіть могли досить точно передбачити їх на основі нумерологічних правил. А вже з V століття до нашої ери вони відзначали сарос — період повторюваності сонячних і місячних затемнень, що становить приблизно 18 років.
Фізична форма Місяця та причина місячного світла також були правильно визначені на початку історії астрономії. Грецький філософ Анаксагор (бл. 500—428 до н. е.) припустив, що Сонце і Місяць є сферичними каменями й що останній відбиває світло першого. Стародавній китайський астроном Ши Шень у IV столітті до нашої ери знав про зв'язок між Місяцем та сонячними затемненнями, оскільки він надав інструкції у своїх творах, щоб передбачити їх, використовуючи відносне положення Місяця та Сонця. Крім того, Демокріт (бл. 460—370 роки до н. е.) припустив, що структури, які спостерігаються на Місяці, є наслідком існування гір і долин.
Архімед (бл. 287—212 до н. е.) спроєктував планетарій, який обчислював рух Місяця та інших об'єктів Сонячної системи. Селевк із Селевкії (бл. 190—150 до н. е.) правильно дійшов висновку, що припливи та відпливи виникають через тяжіння Місяця, а їхня висота залежить від положення Місяця відносно Сонця.

### Телескопічні дослідження (1609—1959)
Точна селенографія почалася лише в XV столітті. Єдиною відомою місячною картою, зробленою до телескопічної ери, є карта Вільяма Гілберта опублікована в 1603 році. 1610 року Галілео Галілей створив манускрипт Sidereus Nuncius, що містив один із перших малюнків Місяця, зроблених за допомогою телескопа й зазначив, що його поверхня не гладка, а має гори та кратери.

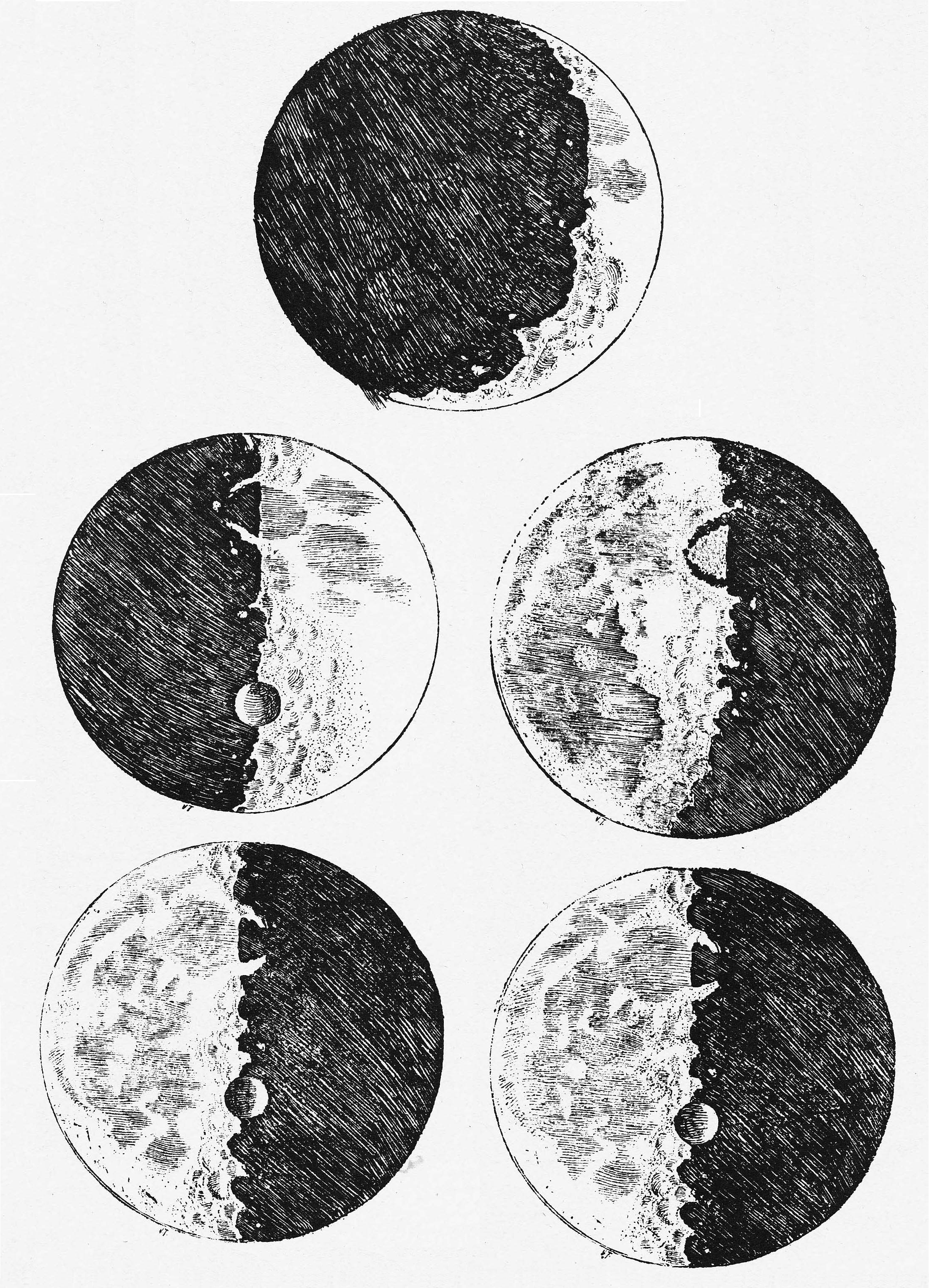
Ескізи Місяця Галілея з новаторської праці Sidereus Nuncius (1610).

Після того, як астрономи визнали, що поверхня не рівна, виникла зацікавленість у картографуванні Місяця. Перші спроби зробили 1637 року. З кожним новим переглядом місячних карт, нова номенклатура для об'єктів входила у вжиток, іноді конкуруючи з іншими номенклатурами. Частина назв, які присвоїли місячним об'єктам Ван Лангрен, Гевелій та Річчолі, використовуються і нині.
Велика чотириаркушна карта Місяця під назвою Mappa Selenographica, складена Вільгельмом Бером і Йоганном Генріхом фон Медлером, опублікована в Der Mond nach seinen kosmischen und individuellen Verhältnissen у 1837 році, забезпечила перше тригонометрично точне дослідження місячних характеристик. Вона охоплює визначену висоту понад тисячі гір з точністю, подібною до перших спроб земної географії. Крім того, автори приходять до висновку, що Місяць не має ні водної маси, ні значної атмосфери.
Усі вимірювання проводилися шляхом прямих спостережень, поки Джон Вільям Дрейпер не створив астрофотографію в березні 1840 року з дагеротипом Місяця. Якість фотографій Місяця зрештою швидко прогресувала, доки місячну фотографію не визнали наприкінці XIX століття субдисципліною астрономії.
У СРСР створили «Повну карту Місяця» у масштабі 1:5 000 000 та глобус Місяця у масштабі 1:10 000 000. Для окремих ділянок є великомасштабні карти масштабом від 1:1 000 000 до 1:40, створені в СРСР та США.

### Космічні перегони (1959—1976)
Після закінчення Другої світової війни розробили перші системи запуску, а вже до кінця 1950-х років вони досягли такого рівня технологій, який дозволив Радянському Союзу та Сполученим Штатам запускати космічні кораблі в космос. Холодна війна зіткнула ці дві великі держави одна проти одної. Країни стежили за розробкою систем запуску одна одної, що призвело до так званих космічних перегонів та їх наступної фази — Місячної гонитви, що збільшило зусилля та інтерес до дослідження Місяця. Космічні перегони тривали від початку радянської програми «Луна» з 1959 році до 1970-х років з останніми пілотованими місіями американської програми «Аполлон» і останньою місією 1976 року.

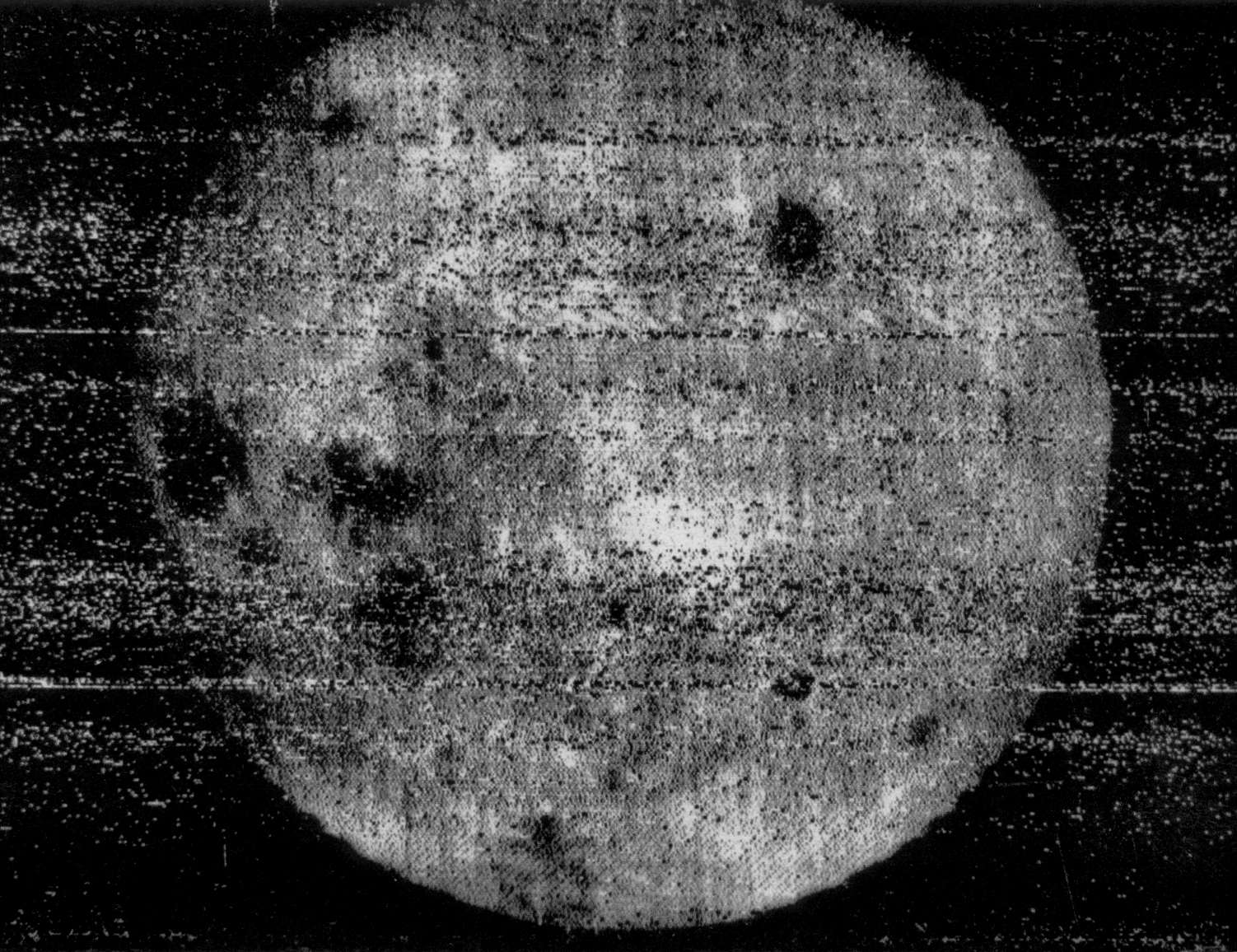
Історичне фото — перше повне зображення зворотного боку Місяця, зроблене «Луна-3» 7 жовтня 1959 року.

Вид затемнення, спостережений із Місяця апаратом Сервеєр-3. 24 квітня 1967 року

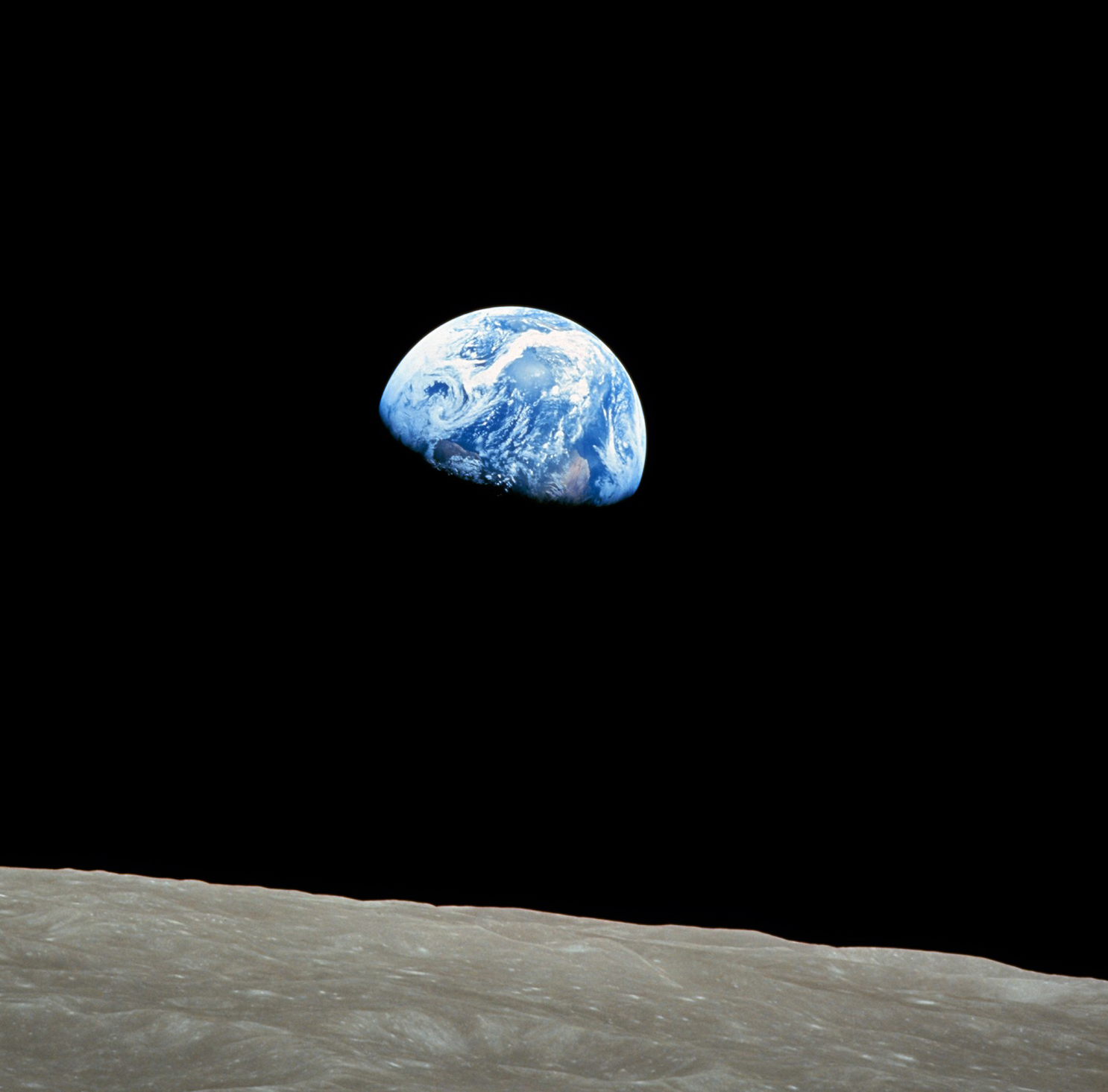
Схід Землі, перше кольорове зображення Землі, зроблене астронавтом з Місяця, під час місії «Аполлон-8» (1968), коли вперше космічний корабель з екіпажем залишив орбіту Землі та досяг іншого астрономічного тіла.

Після трьох невдалих місій 1958 року («Луна-1A», «Луна-1B», «Луна-1C») перший рукотворний об'єкт «Луна-1» подолав земну гравітацію та пройшов біля Місяця 1959 року. Пізніше того ж року «Луна-2» досягла поверхні Місяця шляхом навмисного падіння. До кінця року «Луна-3» досягла недоступної для спостереження з Землі зворотної сторони Місяця, зробивши її перші фотографії. Перша карта місячної поверхні, створена за допомогою фотографій і реалізована завдяки зображенням, отриманим радянським «Зонд-3» 1965 року, посприяла розвитку селенографії.
У 1960-х радянські інженери перейшли від апаратів, здатних лише пролетіти над Місяцем або розбитися на ньому, до посадкових апаратів. 31 січня 1966 року в результаті, першим космічним кораблем, який здійснив успішну м'яку посадку на Місяць та передав фотографії місячної поверхні, є «Луна-9».
17 квітня 1967 року був запущений американський спускний апарат «Сервеєр-3» для здійснення м'якої посадки на Місяць в рамках місячної програми «Сервеєр» з метою вивчення Місяця з його поверхні. Приземлився 20 квітня 1967, в Морі Пізнаному,  що є частиною Океану Бур. Апарат передав на Землю 6326 телевізійних зображень між 20 квітня та 3 травня 1967 року, зокрема знімки самого космічного корабля, панорамні огляди місячної поверхні, видами механічного екскаватора під час роботи, та перші знімки, зроблені на поверхні Місяця під час затемнення 24 квітня.
Програма «Аполлон» була розроблена для висадки людей на Місяць і безпечного повернення їх на Землю. Шість місій («Аполлон-11», «12», «14», «15», «16» і «17») досягли цієї мети. «Аполлон-7» і «Аполлон-9» були місіями на орбіті Землі для перевірки командних і місячних модулів, і не повернули місячні дані. Після серії випробувань на навколоземній орбіті без екіпажу та з екіпажем, а також під тиском можливої радянської висадки людини на Місяць, 1968 року «Аполлон-8» здійснив першу місію людини на місячну орбіту. Члени його екіпажу (Френк Борман, Джеймс Ловелл і Вільям Андерс) стали першими людьми, які безпосередньо побачили зворотний бік Місяця. «Аполлон-8» і «10» випробували різні компоненти під час обертання навколо Місяця і повернули фотографію місячної поверхні.
Посадка «Аполлон-11» 21 липня 1969 року вважається кульмінацією космічних перегонів між США і СРСР під час Холодної війни. Першою людиною, яка ступила на Місяць, був Ніл Армстронг — командир місії, а за ним Базз Олдрін.  Під час експедиції вперше в історії було зібрано зразки місячного ґрунту (21,55 кілограма). В усіх наступних місіях «Аполлон» також виконано посадки на Місяць та зібрано зразки місячних порід, за винятком неуспішної місії «Аполлон-13», який не висадився на Місяць через несправність, але й повернув фотографії. Шість місій, які висадилися на Місяць, повернули величезну кількість наукових даних про місячний ґрунт, метеороїди, сейсміку, тепловий потік, місячне ранжування, магнітні поля та сонячний вітер. Також ці місії передали на Землю майже 400 кілограмів місячних зразків. Програма «Аполлон» успішно закінчилася «Аполлоном-17» 1972 року.
У вересні 1970 року радянський космічний зонд «Луна-16» вперше в історії СРСР доставив на Землю місячний зразок ґрунту загальної маси 101 грам. Серед інших радянських зондів що повторили цю операцію були: «Луна-20» (30 грамів) та «Луна-24» (170,1 грама).
Станом на 2022 рік 24 астронавти побували на навколомісячній орбіті й 12 з них ходили по поверхні Місяця, всі — в рамках програми «Аполлон». В рамках цієї програми здійснено 11 пілотованих польотів та 6 висадок.

### Договір про Місяць і відсутність дослідження (1976—1990)
Після останньої радянської місії на Місяць «Луна-24» 1976 року на Місяць не відряджали космічні апарати майже чотирнадцять років. Натомість тривали дослідження внутрішніх (наприклад, програма «Венера») і зовнішніх (наприклад, «Піонер-10», 1972) планет Сонячної системи.
До 1979 року Угода про Місяць, ратифікована кількома сторонами в 1984 році, була майже єдиною діяльністю щодо Місяця до 1990 року.

### Відновлення досліджень (від 1990-го)

Карта усіх успішних м'яких посадок на Місяць на 2024 рік.

У 1990-х роках Місяць став основним пунктом призначення зондів нових космічних держав, які розробляли програми дослідження Сонячної системи, переважно Японії, Китаю та Індії. Таким чином, 1990 року Японія стала третьою країною, яка вивела на орбіту Місяця орбітальний апарат «Хагоромо», скинутий зондом «Хітен».
Інтерес до Місяця відродився після двох невеликих місій НАСА (Клементина та Lunar Prospector), запущених у 1994 та 1998 роках відповідно, які дозволили створити майже повну топографічну карту Місяця та перші глобальні мультиспектральні зображення місячної поверхні, а також вказали на наявність надлишку водню на полюсах Місяця, що, ймовірно, було спричинено наявністю водяного льоду у верхніх кількох метрах реголіту в межах постійно затінених кратерів.
У наступні роки відбулася низка місій на Місяць, створених новою групою держав, які активно досліджують Місяць. 2003 року Європейське космічне агентство (ЄКА) запустила свій перший космічний апарат «Смарт-1», а 2007 року — японське агентство аерокосмічних досліджень орбітальний апарат SELENE. Китайська програма дослідження Місяця вперше досягла Місяця за допомогою орбітального апарата «Чан'е-1» (2007—2009). 2008 року Індія запустила свій перший місячний зонд «Чандраян-1» разом із зондом Moon Impact Probe. 2009 року США запустили Lunar Reconnaissance Orbiter (LRO) з ударником LCROSS. НАСА запустило ще два орбітальні апарати: 2011 року GRAIL для вивчення внутрішньої структури Місяця та у вересні 2013 року LADEE для вивчення місячної екзосфери.
2013 року «Чан'е-3» здійснив посадку на Місяці в районі Моря дощів та доставив місяцехід під назвою «Юйту», призначений для дослідження місячної поверхні. Успішна посадка «Чан'е-3» робить Китай третьою країною, яка висадила роботизований космічний корабель на Місяць. А також другою країною, яка використала роботизований місяцехід для дослідження місячної поверхні. 2023 року індійський посадковий апарат «Чандраян-3» успішно приземлився в районі Південного полюса Місяця, зробивши Індію четвертою країною, якій вдалося здійснити посадку на Місяць, за нею слідує Японія з посадковим модулем SLIM, який здійснив успішну посадку на Місяць у січні 2024 року.
2011 року в Інтернеті було опубліковано наразі найдокладнішу фотографію зворотного боку Місяця. Зображення було складене з безлічі світлин, отриманих зондом LRO. 2019 року NASA створили тривимірну карту Місяця. Дані для цієї карти зібрала міжпланетна станція Lunar Reconnaissance Orbiter.
2004 року США оприлюднили плани повернення на Місяць, а у 2020 році очолили «Угоди Артеміди» — міжнародну рамкову угоду про принципи співпраці у цивільних дослідженнях та використанні Місяця, Марса, комет і астероїдів у мирних цілях.
Запуск «Чан'е-5»  у 2020 році став першою місією в XXI столітті з доставки зразків із Місяця після «Луни-24» у 1976 році. «Чан'е-5» зібрав 1,731 кг реголіту з району Гори Рюмкера, а наступна місія, «Чан'е-6», — 1,9353 кг матеріалу зі зворотного боку Місяця (кратер Аполлон). Обидві капсули приземлилися  в повіті Сицзиван, префектура Уланчаб, АР Внутрішня Монголія.
16 листопада 2022 відбувся запуск космічного корабля «Артеміда-1». Діставшись орбіти, система космічних запусків (СКЗ) увімкнула двигун, щоб здійснити трансмісячну ін'єкцію, що відправило Оріон та 10 кубсатів (LunaH-Map, Lunar IceCube, NEA Scout, LunIR, OMOTENASHI, EQUULEUS, BioSentinel, CuSP, ArgoMoon, та Team Miles) на траєкторію до Місяця.. Програма Артеміда-1 була призначена для демонстрації можливостей інтегрованих систем «Оріона» для наступних пілотованих місій, а також для випробування термоізоляції корабля протягом високошвидкісного (11 км/с) входження в атмосферу під час повернення на Землю.
10 серпня 2023 року відбувся запуск російської автоматичної міжпланетної станції «Луна-25». Він був націлений на південний полярний регіон Місяця. Основними науковими завданнями місії були: вивчення складу полярного реголіту та дослідження плазми й пилових компонентів місячної полярної екзосфери. 19 серпня зв’язок з апаратом було втрачено, і, за повідомленнями, він розбився об поверхню. Апарат мав працювати на поверхні Місяця протягом одного року.
8 січня 2024 року відбувся запуск американського місячного посадкового апарату «Peregrine Mission One» на ракеті United Launch Alliance Vulcan Centaur у конфігурації VC2S, яка мала 2 твердопаливні прискорювачі GEM-63XL, стандартний короткий обтічник та два двигуни RL10 у другому ступені Centaur. Однак через витік палива незабаром після запуску первісно запланована посадка на Місяць стала неможливою. Космічний апарат залишався на високоеліптичній орбіті, яку скоригували, щоб забезпечити його вхід в атмосферу Землі над Південним Тихим океаном 18 січня завершивши місію. Мав на меті перевезти наукові та інші корисні навантаження на Місяць. Наукові цілі місії включали вивчення місячної екзосфери, теплових властивостей і концентрації водню в реголіті, магнітних полів і радіаційного середовища. Також мав бути проведений тест передових сонячних панелей.

#### Дослідження приватними компаніями
Hakuto-R Mission 1 — перша місія японської приватної компанії ispace з посадки на Місяць. Вона переважно була призначена для відпрацювання технологій. Апарат мав перевозити комерційні та урядові корисні навантаження, зокрема два місяцеходи (Rashid і японський Lunar Excursion Vehicle). Запуск відбувся 11 грудня 2022 року на ракеті SpaceX Falcon 9 разом із місією Lunar Flashlight. Посадка була запланована на 25 квітня 2023 року в регіоні Море Холоду на видимій стороні Місяця. Однак після запланованого часу посадки зв’язок із апаратом не встановився, і він був визнаний втраченим. Попередній аналіз вказує, що апарат витратив усе паливо ще на висоті кількох кілометрів і перейшов у неконтрольоване падіння, розбившись об поверхню на швидкості.
15 лютого 2024 року американська приватна компанія Intuitive Machines здійснила перший успішний запуск місячного посадкового модуля Nova-C (IM-1 «Одіссей») що має на меті доставлення невеликих комерційних вантажів на поверхню Місяця. 22 лютого здійснив посадку в кратері Малаперт A поблизу південного полюса та пропрацював до 28 лютого (6 днів). 27 лютого 2025 року був здійснений другий запуск (IM-2 «Афіна»), у межах другої місії планувалося здійснити перший політ безпілотного літального апарата μNova, призначеного для доставки корисного навантаження в радіусі до 25 км від місця посадки. 6 березня 2025 року здійснив посадку на Місяць. Під час посадки апарат потрапив у кратер і перекинувся на бік, що зробило неможливим використання сонячних батарей і виконання основних завдань місії. 7 березня 2025 року, після розрядки акумуляторів, зв'язок зі станцією було втрачено.
Intuitive Machines планує провести ще два запуски: третій — наприкінці 2025 — на початку 2026 року, четвертий — у 2027 році.
13 березня 2024 року Роб Меєрсон, засновник приватної компанії Interlune, заявив, що компанія розробляє технологію збирання й доставки матеріалів, зокрема гелію-3, з Місяця на Землю. У 2026 році компанія планує відправити пошукову місію на Місяць на комерційній ракеті — до ділянки, яка, ймовірно, містить значні запаси гелію-3. Спускний зонд має виміряти за допомогою спектрометра кількість гелію-3 в місячному ґрунті й оцінити його концентрацію.
15 січня 2025 року відбувся запуск місячного посадкового модуля Blue Ghost приватним американсько-українським аерокосмічним підприємством «Firefly Aerospace». Його місія була спрямована на аналіз місячного реголіту, вивчення геофізичних характеристик і дослідження взаємодії між сонячним вітром і магнітним полем Землі. 2 березня цього ж року успішно здійснив посадку на поверхню Місяця. Місія тривала 14 днів та 5 годин що робить її найдовшою операцією на місяці. За цей час посадковий модуль зробив знімки сонячного затемнення, яке спостерігалося з поверхні Місяця.
Hakuto-R Mission 2 — друга японська місія приватної компанії ispace, inc. з посадки на Місяць і дослідження поверхні місяцеходом. Запуск відбувся 15 січня 2025 року на ракеті Falcon 9 разом із місією Blue Ghost. Його подорож до Місяця триватиме 4–5 місяців, проходячи через гравітаційний маневр з обльотом Місяця. Посадка запланована на травень або червень 2025 року в регіоні Море Холоду. Апарат несе 5-кілограмовий місяцехід Tenacious, розміщений у верхньому відсіку посадкового модуля, звідки він буде розгорнутий на поверхню Місяця за допомогою спеціального механізму. Місяцехід збере зразок місячного ґрунту за допомогою фронтальної лопати, після чого зразок буде сфотографований HD-камерою.

### Заплановані місії
В рамках програми «Артеміда», заплановано місію на квітень 2026 року, завдяки якій чотири астронавти облетять Місяць без фактичної посадки («Артеміда-2»). На 2027 рік заплановано знову висадити астронавтів на Місяць («Артеміда-3»). Запровадження «Угоди Артеміди» викликало відновлення дискусій про міжнародну структуру та співпрацю в галузі активності на Місяці на основі Угоди про Місяць і концепції Місячного поселення під керівництвом ЄКА.

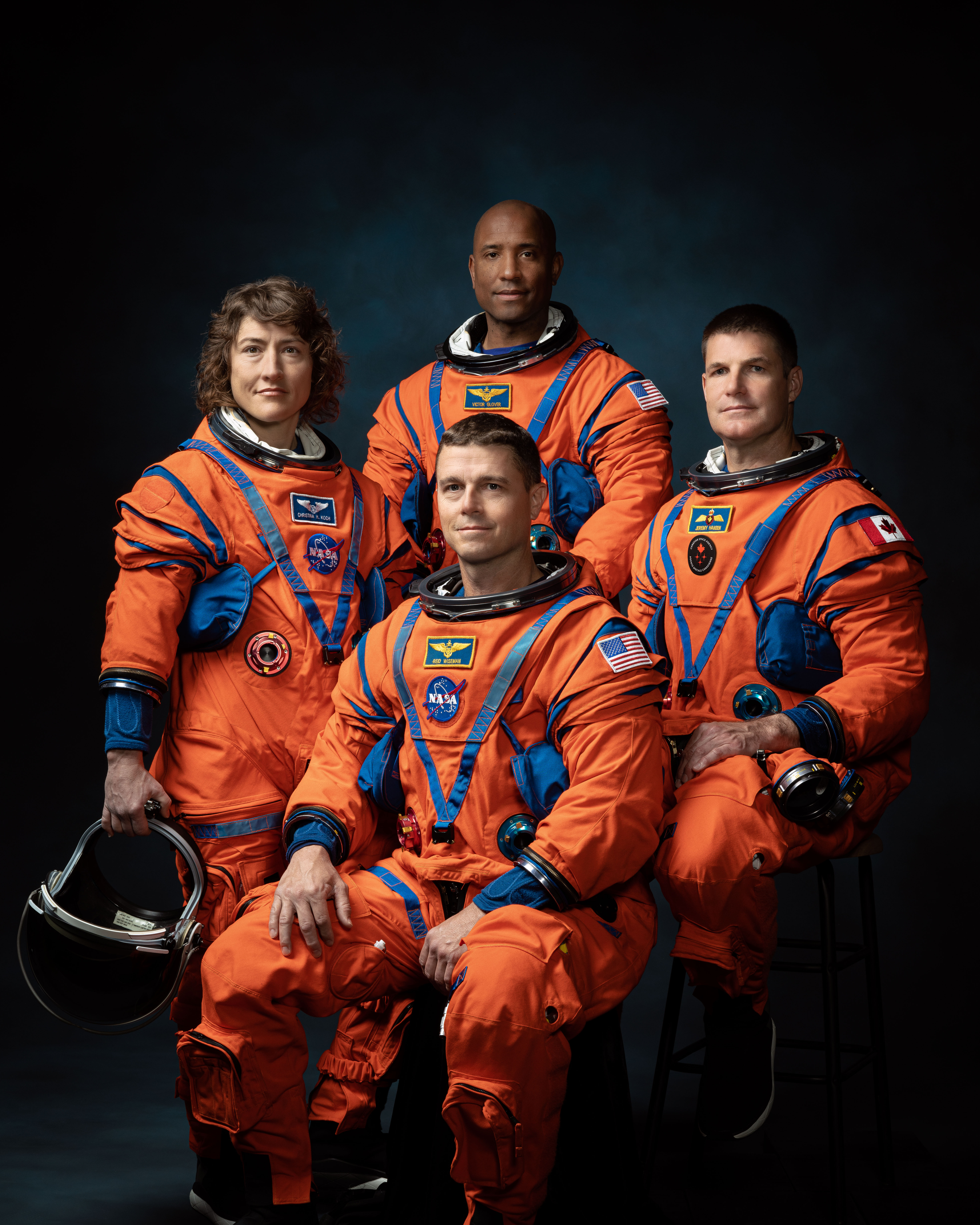
Екіпаж «Артеміда-2» з першою жінкою, кольоровою людиною та астронавтом, який не є громадянином США, який має відправитися на Місяць. Місія запланована на 2026 рік та має на меті повернути людей на Місяць уперше після «Аполлона-17» у 1972 році. За годинниковою стрілкою зліва: Кох, Гловер, Гансен і Вайзман.

Програма НАСА «Артеміда», створена в межах ініціативи Commercial Lunar Payload Services й співпраці з комерційними та міжнародними партнерами, має на меті висадити першу жінку, першу кольорову людину та негромадянина США (Канадця) на Місяць у 2020-х роках. Китай продовжує свою амбітну програму «Чан'е», оголосивши про спільні місії з російською програмою «Луна». І Китай, і США разом зі своїми міжнародними партнерами мають на меті створити у 2030-х роках місячну базу, хоча США та їхні партнери спочатку планують створити у 2020-х роках в рамках програми «Артеміда» орбітальну станцію Lunar Gateway, яка буде підтримувати місії з екіпажем людей у космос і на поверхню Місяця. Місія «Артеміда-4» буде першою, яка доставить екіпаж до цієї станції, що відкриє нові можливості для наукових досліджень та підготовки до польотів на Марс.
Індія також планує відправити астронавта на Місяць до 2040 року. Окрім цього, прем'єр міністр Індії Нарендра Моді анонсував що вчені працюють над місіями на Венеру і Марс.

## Траєкторії польоту на Місяць
Пряма траєкторія —  метод посадки космічного апарата на Місяць або іншу планетарну поверхню без попередньої збірки корабля на навколоземній орбіті або без транспортування окремого посадкового модуля на орбіту навколо цільового небесного тіла, де корабель мав би здійснити посадку «хвостом уперед», а потім злетіти з поверхні для повернення на Землю. Цей метод був запропонований як перший варіант для здійснення пілотованої посадки на Місяць у межах американської  програми «Аполлон», але його було відкинуто через необхідність створення надто великої ракети-носія (C-8, Nova), що було економічно та технологічно недоцільно.
Стикування на навколоземній орбіті (EOR) — метод здійснення кругових (туди й назад) пілотованих польотів на Місяць, що передбачає використання орбітального стикування для збирання, а можливо й дозаправлення, компонентів транс-місячного корабля на низькій орбіті Землі. Існували два основних підходи до реалізації EOR: збирання модулів за допомогою стикування на орбіті, уже заправлених або з можливістю дозаправлення та заправка повністю зібраного корабля на орбіті після запуску. Цей варіант розглядався як альтернатива прямому злету, але зрештою був відхилений на користь стикування на місячній орбіті (LOR) у рамках програми «Аполлон».
Стикування на місячній орбіті (LOR, Траса Кондратюка) — метод посадки людей на Місяць і їх повернення на Землю. Саме цю схему було реалізовано в місіях програми «Аполлон» у 1960—1970-х роках. У місії за схемою LOR головний космічний апарат (основний модуль) та місячний модуль разом вирушають на орбіту Місяця. Після цього місячний модуль відокремлюється і самостійно здійснює посадку на поверхню Місяця, тоді як основний модуль залишається на орбіті. По завершенню місії на Місяці посадковий модуль знову злітає, стикується з головним кораблем, передає екіпаж і корисний вантаж, після чого відкидається. Тільки головний апарат повертається на Землю. Цей метод уперше запропонував у 1919 році український інженер Юрій Кондратюк як найбільш економічний спосіб доставити людину на Місяць і повернути її назад.
Траєкторія вільного повернення — це траєкторія космічного апарата, який відлітає від одного масивного тіла, але сила тяжіння другого, легшого тіла повертає його до основного тіла, причому під час цього маневру космічний апарат не вмикає свої двигуни. Бувають дві траєкторії: траєкторія вільного повернення, яка проходить за орбітою Місяця та траєкторія вільного повернення, яка проходить ближче орбіти Місяця. В обох цих випадках апарат може рухатися як в одному напрямку з Місяцем, так і у зворотному.
Гоманівська траєкторія — еліптична орбіта, використовувана для переходу між двома іншими орбітами, що лежать зазвичай в одній площині. У найпростішому випадку вона перетинає ці дві орбіти в апоцентрі і перицентрі. Орбітальний маневр для переходу складається з двох імпульсів роботи двигуна на розгін — для входу на гоманівську траєкторію і для сходження з неї. Є досить повільним процесом, який використовується здебільшого для переміщення космічних кораблів на короткі відстані.
Низьковитратна перехідна траєкторія — це траєкторія в космосі, яка дозволяє космічним апаратам змінювати орбіти з використанням значно меншої кількості пального.

## Походження Місяця
Перші теорії утворення Місяця передбачали, що він утворився із первинної газопилової хмари разом із Землею (як подвійна планета). Однак головним питанням такої теорії є пояснення значної збідненості залізом та спорідненими з ним хімічними елементами. Виходячи із середньої густини 3,34 г/см³ Місяць містить лише близько 5 % залізонікелевої фази. Це значно менше, ніж вміст заліза у вуглецевих хондритах (28 %), які вважаються залишками первинної протопланетної хмари, та менше, ніж у складі Землі (37 %) чи інших планет земної групи (середня густина Меркурія — 5,94 г/см³, Венери — 5,54 г/см³, Марса — 3,94 г/см³).
Ізотопне датування місячних зразків, повернутих астронавтами «Аполлона-17», свідчить про те, що Місяць утворився приблизно 4,46 млрд років тому, невдовзі після виникнення Сонячної системи. Існує багато теорій походження Місяця, серед яких: відокремлення Місяця від земної кори під дією відцентрової сили, спільне формування Землі та Місяця в первісному акреційному диску, гравітаційне захоплення Місяця та ударне формування Місяця.
Інші вчені пропонували теорії, згідно з якими Місяць утворився в якихось інших місцях Сонячної системи, збіднених залізом, і був захоплений Землею пізніше. Однак захоплення такого великого космічного тіла як Місяць із далекої орбіти видається вкрай малоймовірним. Переконливо пояснити значне збіднення Місяця на залізо (порівняно зі складом первинної протопланетної хмари) також не вдається. Крім того, місячні базальти дуже подібні за складом до земних базальтів серединно-океанічних хребтів. Ізотопний склад кисню в них відрізняється від хондритів, що свідчить про споріднене походження Землі та Місяця.

Ілюстрація зіткнення Теї з Землею, та утворення Місяця.

Починаючи з 2000-х років, переважає теорія, згідно з якою Місяць утворився внаслідок зіткнення ранньої Землі з іншою протопланетою, приблизно марсіанського розміру. Імовірним місцем її утворення могла бути одна з троянських точок Лагранжа на земній орбіті. Цей планетоїд назвали Тея, на честь давньогрецького титана Теї — матері Селени. Щоправда, подібна теорія не пояснює деяких особливостей хімічного складу Місяця та його порід. Зокрема, з ізотопного складу місячних порід випливає, що на відміну від Землі, Місяць втратив майже весь первинний свинець, а той, що наразі входить до складу місячних порід, має радіогенне походження (тобто, утворився внаслідок радіоактивного розпаду урану та торію). Крім того, теорія не пояснює наявний розподіл моменту імпульсу у системі Земля — Місяць.
У 2023 році вчені повідомили, що, згідно з комп'ютерним моделюванням, залишки протопланети під назвою Тея досі можуть перебувати всередині Землі. Моделі показали, що коли Тея вдарилася об Землю, зіткнення розплавило кору та зовнішню частину мантії Землі, змішавши їх із шматочками Теї. Місяць же утворився з хмари уламків, яка виникла внаслідок удару. Новоутворений Місяць спочатку опинився на набагато ближчій навколоземній орбіті, ніж сучасна. Тому кожне небесне тіло здавалося набагато більшим у небі іншого, затемнення були частішими, а приливні ефекти були сильнішими. Через припливне прискорення орбіта Місяця навколо Землі стала значно більшою з довшим періодом.

## Фізичні характеристики

### Розмір і маса
Як і Земля, Місяць не має форми ідеальної кулі, його форма є наближеною до сфероїда. Це означає, що діаметр Місяця від полюса до полюса менший, ніж діаметр, виміряний на екваторі. Але різниця невелика порівняно з аналогічною різницею для Землі — лише чотири кілометри. Діаметр Місяця становить трохи більше чверті діаметра Землі, що можна порівняти з розмірами Австралії, Європи або США без врахування території Аляски. Площа повної поверхні Місяця становить приблизно 38 мільйонів квадратних кілометрів, що майже дорівнює площі всього суходолу Америки.
За розміром і масою Місяць є п'ятим за величиною природним супутником Сонячної системи. Він менший за Меркурій і значно більший за найбільшу карликову планету Сонячної системи, Плутон. Місяць є найбільшим природним супутником Сонячної системи відносно їхніх основних планет.
Маса Місяця становить приблизно 1,2 % маси Землі. Густина Місяця становить приблизно 60 % густини Землі. Він є другим за густиною серед супутників планет і за величиною має другу після Іо поверхневу гравітацію та другу космічну швидкість.

### Гравітаційне поле

Астронавт Джон Янг стрибає на Місяць, показуючи, що гравітаційне тяжіння Місяця становить приблизно 1/6 земного.

Гравітація Місяця слабша, ніж гравітація Землі. У середньому сила тяжіння на поверхні Місяця становить близько 16,6 % сили тяжіння на Землі.
Гравітаційне поле Місяця неоднорідне. Основними особливостями місячної гравітації є маскони (від «маса» та «концентрація») — це концентрації мас, що мають більшу порівняно з блоками навколишніх порід густину і спричиняють гравітаційні аномалії. Ці аномалії суттєво впливають на орбіту космічного корабля навколо Місяця. Маскони частково пов'язані з деякими гігантськими ударними басейнами та спричинені густими потоками базальту, що заповнюють ці басейни.

Гравітаційно-орбітальна модель системи зоря-планета-супутник

### Магнітне поле

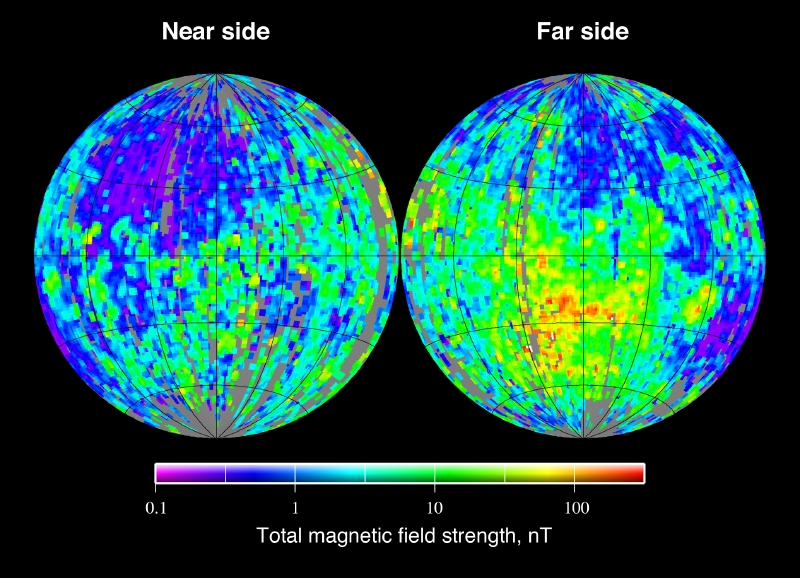
Загальна напруженість магнітного поля на поверхні Місяця, отримана в результаті експерименту з електронним рефлектометром Lunar Prospector.

Зовнішнє магнітне поле Місяця становить менше однієї стотисячної магнітного поля Землі. Місяць не має глобального дипольного магнітного поля і має лише намагніченість кори, ймовірно, отриману на початку свого формування, коли геодинамо ще працювало. У той час, сила його магнітного поля, ймовірно, була близькою до сили сучасного земного. Це раннє динамо-поле закінчилося приблизно один мільярд років тому, після кристалізації місячного ядра. Теоретично, деяка частина залишкової намагніченості може походити від перехідних магнітних полів, що виникають під час великих зіткнень через розширення плазмових хмар. Ці хмари утворюються під час сильних ударів на навколишнє магнітне поле. Це підтверджується розташуванням найбільших намагніченостей кори, що знаходяться поблизу антиподів гігантських ударних басейнів.

### Атмосфера
Атмосфера Місяця вкрай розріджена, наближена до вакууму. Однак на поверхні Місяця є дуже тонкий шар газів. Технічно це вважається екзосферою. Загальна маса цих місячних газів становить приблизно 25 000 кілограмів. Щовечора, при зниженні температури, атмосфера падає на поверхню, а вдень її підіймає сонячний вітер.
У місячній атмосфері детектори, залишені астронавтами «Аполлон», виявили аргон-40, гелій-4, кисень, метан, азот, монооксид вуглецю та вуглекислий газ. Земні спектрометри виявили натрій і калій, а орбітальний апарат Lunar Prospector виявив радіоактивні ізотопи радону та полонію.
Одним із джерел місячної атмосфери є дегазація, виділення газів із місячних надр, як правило, внаслідок радіоактивного розпаду. Викиди газів також можуть відбуватися під час місяцетрусів. Вплив сонячного світла, сонячного вітру та мікрометеоритів, що потрапляють на поверхню Місяця, також може вивільнити гази, сховані в місячному ґрунті.
Коли поверхня не освітлена Сонцем, вміст газів над нею не перевищує 2,0× 105 частинок/см³ (для Землі цей показник становить 2,7× 1019 частинок/см³), а після сходу Сонця збільшується на два порядки внаслідок дегазації ґрунту. Зважаючи на майже цілковиту відсутність атмосфери, небо на Місяці завжди чорне, навіть коли Сонце перебуває над обрієм, і на ньому видно зорі.
Дослідження зразків місячної магми, отриманих місіями «Аполлон», вказують на те, що Місяць колись мав відносно густу атмосферу протягом 70 мільйонів років, між 3 і 4 мільярдами років тому. Ця атмосфера, утворена газами, сформувалась в результаті вивержень місячних вулканів та була вдвічі більшою за товщину атмосфери сучасного Марса. Давню місячну атмосферу згодом сонячні вітри розсіяли в космосі.

### Наявність води
Вода у рідкому стані не може перебувати на поверхні Місяця. Під впливом сонячного випромінювання вона швидко розкладається через процес, відомий як фотодисоціація, і втрачається в космосі. Однак, починаючи з 1960-х років, вчені припускали, що водяний лід може утворюватися в результаті зіткнення з кометами або, можливо, в результаті реакції багатих киснем місячних порід і водню сонячного вітру, залишаючи сліди води, які, ймовірно, можуть зберігатися в холоді постійно затінених кратерів на обох полюсах Місяця. Наявність придатної для використання води на Місяці є важливим фактором для того, щоб зробити проживання на Місяці економічно ефективним, адже альтернатива транспортування води із Землі була б непомірно дорогою.

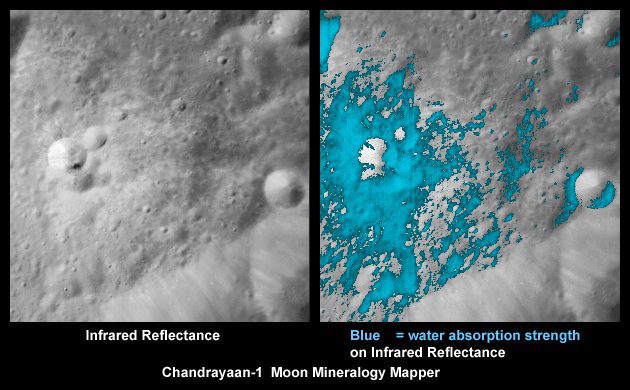
2008 року апарат НАСА для картографування Місяця на Місяці Чандраян-1 вперше виявив багаті водою мінерали (показані синім кольором навколо невеликого кратера, з якого вони були викинуті).

Перший пропонований доказ наявності водяного льоду на Місяці надійшов у 1994 році із зонда США «Клементина». Експеримент із бістатичним радаром, проведеним на цьому космічному кораблі, вказував на існування невеликих замерзлих областей води близько до поверхні.
Космічний корабель «Чандраян-1» 2008 року підтвердив існування поверхневого водяного льоду за допомогою бортового апарата Moon Mineralogy Mapper. Спектрометр спостерігав лінії поглинання, загальні для гідроксилу, у відбитому сонячному світлі, що свідчить про велику кількість водяного льоду на поверхні Місяця.
Аналіз знахідок Moon Mineralogy Mapper (M3) у серпні 2018 року вперше виявив «остаточні докази» водяного льоду на поверхні Місяця. Використовуючи спектри відбиття картографа, непряме освітлення ділянок у тіні, дані виявили чіткі відбивні ознаки водяного льоду. Поклади льоду були виявлені в межах широти 20° від обох полюсів, хоча їх більше на Південному полюсі, де вода затримується в постійно затінених кратерах і щілинах, що дозволяє їй зберігатися у вигляді льоду на поверхні, оскільки вони захищені від Сонця.

## Система Земля-Місяць

### Орбіта

Анімація руху Місяця своєю орбітою навколо Землі — екваторіальний вид.
Місяць·
Земля

Земля і Місяць утворюють супутникову систему Земля — Місяць зі спільним центром мас, або барицентром, який розташовується приблизно в 4650 км від центру Землі (радіус Землі становить трохи менше ніж 6400 км).

Орбіта Місяця являє собою майже круглий еліпс навколо Землі (велика та мала піввісь 384 400 км і 383 820 км відповідно: різниця лише 0,16 %). На відміну від більшості супутників інших планет, площина орбіти Місяця більш наближена до площини екліптики, ніж до екваторіальної площини планети. Щоправда, оскільки обертання Місяця навколо Землі еліптичною орбітою відбувається дещо нерівномірно, внаслідок лібрації із Землі можна спостерігати трохи більше, ніж половину місячної поверхні.

Зміна фаз Місяця під час його руху орбітою

У стислій формі рух Місяця описують закони Кассіні, які в 1693 році відкрив Джованні Доменіко Кассіні — видатний вчений свого часу. Пізніше їх було уточнено з метою врахувати фізичні лібрації, узагальнено й поширено на рух планет та інших супутників.
Основою сучасних розрахунків є теорія Брауна. Створена на межі XIX—XX століть, вона пояснювала рух Місяця з точністю вимірювальних приладів того часу. При цьому в розрахунку використовувалося понад 1400 членів (коефіцієнтів і аргументів при тригонометричних функціях). Однак орбіта Місяця досить складна і для її розрахунку необхідно враховувати багато чинників, зокрема сплюснутість Землі й потужний вплив Сонця, яке притягує Місяць у 2,2 раза дужче, ніж Земля. У першому наближенні можна вважати, що Місяць рухається еліптичною орбітою з ексцентриситетом 0,0549 і великою піввіссю 384 399 км. З цієї причини Сонце відіграє ключову роль у збуренні орбіти Місяця. Постійно змінювані відстані та відносне положення між Сонцем, Місяцем і Землею, нахил орбіти Місяця, сплющеність Землі та (меншою мірою) гравітаційне тяжіння інших планет також впливають на параметри орбіти Місяця.
Місяць завжди звернений до Землі одним боком, протилежний бік Місяця із Землі побачити неможливо. Вважалося, що це відбувається тому, що час обертання Місяця навколо своєї осі дорівнює тривалості оберту Місяця по орбіті навколо Землі. Але такий рух Місяця є лише наслідком припливного блокування, через яке самостійне обертання Місяця навколо своєї осі давно припинилось. Фактично спостережуване в геліоцентричній системі координат обертання Місяця не є його самостійним поворотом, а відбувається виключно через його обліт навколо Землі.

### Припливні ефекти

Припливний механізм: A. Сизигія; В. Квадратура; 1. Сонце; 2. Земля; 3. Місяць; 4. Напрямок тяжіння Сонця; 5. Напрямок тяжіння Місяця.

Гравітаційні сили між Землею і Місяцем викликають припливи та відпливи на Землі. Гравітаційне тяжіння Місяця потужніше на тому боці Землі, який звернений до Місяця, і слабше — на протилежному боці. Через це поверхня Землі, особливо океани, витягнута в напрямку до Місяця. Однак сила гравітаційного тяжіння не єдина, що пояснює явище припливів. Їх також зумовлює відцентрова сила, пов'язана з обертанням Землі навколо своєї осі. Саме ця відцентрова сила пояснює, чому протягом доби відбувається два припливи. Припливи набагато потужніше проявляються в океані. У набагато меншій мірі це явище також відбувається в озерах, атмосфері та в земній корі. Оскільки Земля обертається набагато швидше, ніж Місяць рухається власною орбітою, рух опуклостей навколо Землі створює два припливи та два відпливи на день. У зв'язку з тим, що Місяць обертається навколо Землі в тому ж напрямку, що й обертання Землі, значні припливи відбуваються приблизно кожні 12 годин 25 хвилин, причому додаткові 25 хвилин обумовлені часом обертання Місяця навколо Землі.
Місяць найбільше впливає на земні припливи через свою близькість, але й Сонце має припливотворну силу. Воно у 27 мільйонів разів перевищує масу Місяця, однак перебуває в 390 разів далі від Землі, ніж Місяць. В результаті, сила Сонця, що створює припливи, становить приблизно половину сили Місяця. Двічі на місяць, коли Земля, Сонце та Місяць вибудовуються в одну лінію (сизигія), вектори їхніх гравітаційних сил збігаються, створюючи надзвичайно високі припливи, які називаються сизигійними припливами, а також дуже низькі відпливи. Приблизно раз на тиждень Сонце та Місяць перебувають під прямим кутом одне до одного. Тоді гравітаційне тяжіння Сонця протидіє гравітаційному тяжінню Місяця та частково врівноважує його, створюючи помірні припливи, які називаються квадратурними припливами.
Поверхня Місяця також зазнає припливів з амплітудою приблизно 10 см кожні 27 днів, з двома компонентами: постійним через синхронне обертання з Землею та змінним через Сонце. Зумовлений Землею компонент походить від лібрації, результату орбітального ексцентриситету Місяця: якби орбіта Місяця була ідеально круглою, були б лише сонячні припливи. Кумулятивні наслідки цих припливів викликають місяцетруси. Ці явища залишаються набагато менш поширеними та менш інтенсивними, ніж землетруси, хоча вони можуть тривати до години через відсутність води, яка б послабила сейсмічні коливання. Існування цих місяцетрусів несподівано виявили сейсмографи, встановлені на Місяці під час місій програми «Аполлон».
Крім того, приливні сили мають помітний вплив на атмосферні припливи. Під час різних фаз Місяця припливна сила більшою чи меншою мірою притягує атмосферу і, таким чином, на кілька відсотків сприяє явищам надлишкового тиску та депресії. Також присутність Місяця впливає на стабілізацію нахилу осі Землі. Нахил Землі змінюється приблизно від 21 до 24° відносно площини екліптики, тоді як нахил Марса хаотично коливається протягом мільйонів років, вісь обертання Марса змінюється щонайменше на 45 градусів. Так само до утворення Місяця вісь обертання Землі коливалася хаотично, що унеможливлювало появу життя на її поверхні через викликані кліматичні збурення. Стабілізація нахилу земної осі відбулася, коли було встановлено припливно-гравітаційний шлюз між Землею та її природним супутником.

### Еволюція системи

Вид збоку на систему Плутон — Харон. Плутон і Харон перебувають у припливному захопленні один з одним.

Існує приливний вплив Місяця на Землю, який викликає опуклість у твердій частині Землі, найближчій до Місяця, що діє як момент сили, протилежний обертанню Землі: твердий приплив, або земний приплив. Це зменшує кутовий момент і кінетичну енергію з обертання Землі, поступово сповільнюючи його. Цей кутовий момент, втрачений Землею, передається Місяцю в процесі, відомому як припливне прискорення, що підвищує Місяць на вищу орбіту. Таким чином, відстань між Землею та Місяцем збільшується — Місяць був приблизно в десять разів ближче до Землі, коли він тільки утворився, порівняно з сучасним розташуванням. Атомний годинник також показує, що день на Землі стає довшим приблизно на 13,3 мікросекунди щорічно, що призводить до необхідності коригувати Всесвітній координований час високосними секундами.
Вимірювання місячних відбивачів, залишених під час місій «Аполлон», показують, що відстань між Землею та Місяцем збільшується в середньому на 3,8 см на рік. Приблизно через 50 мільярдів років Місяць був би настільки далеко, а його орбіта стала б настільки велика, що Земля також би припливно зчепилася з Місяцем, як, наприклад, Плутон та його супутник Харон. У результаті Місяць постійно перебував би в одній і тій самій точці на земному небі й населення лише однієї півкулі нашої планети бачили б його. Однак Сонце стане червоним гігантом і поглине систему Земля-Місяць задовго до цієї події.

## Положення і зовнішній вигляд

### Фази
Місяць не самосвітне тіло, як і всі планети. Спостерігати його можна лише завдяки тому, що він відбиває світло Сонця. Місяць завжди обернений до Землі однією й тією ж стороною: так званою «видимою» стороною (таке явище називається синхронним обертанням). Ця видима сторона освітлюється Сонцем по-різному, залежно від положення Місяця на орбіті. Тому, дивлячись на Місяць, ми одночасно бачимо частину освітленої Сонцем сторони та частину темної сторони. Освітленість видимої сторони може варіюватися від 0 % (при новому місяці) до 100 % (при повному місяці). Ці зміни зовнішнього вигляду Місяця називаються місячними фазами, які слідують одна за одною протягом циклу, який називається «місячним». Тривалість місячного циклу становить близько 29,53 дня, або 29 днів 12 годин 44 хвилини і 3 секунди.

Упродовж цього періоду ми щодня бачимо різну кількість освітленої частини Місяця. Виділяють вісім фаз: новий (молодик), зростаючий півмісяць, перша чверть, прибуваючий, повний (повня), спадаючий, остання чверть і старий Місяць (старик). 

### Видимість
Найбільша висота Місяця під час кульмінації залежить від його місячної фази, тобто його орбітального положення і пори року на Землі, тобто положення земної осі. Повний місяць перебуває найвище на небі взимку і найнижче влітку (для кожної півкулі відповідно).
На Північному та Південному полюсах повний Місяць перебуває над горизонтом безперервно протягом двох тижнів кожного тропічного місяця. Планктон в Арктиці використовує місячне світло, коли Сонце перебуває за горизонтом протягом місяців.
Орієнтація Місяця на небі змінюється залежно від широти, спостерігача. Оскільки Місяць обертається у площині, що майже збігається з екліптикою, хтось, хто дивиться на нього з позитивної широти (на північ від екватора Землі), наприклад, побачить відомий кратер Тихо в нижній частині Місяця, тоді як спостерігач з негативної широти (на південь від екватора), побачить його навпаки — зверху. На двох сусідніх фотографіях видно цей кратер у нижній частині зображення повного місяця в Бельгії, тоді як на зображенні повного місяця в Австралії він перебуває у верхній частині. Іноді можна побачити, що кінці видимої поверхні півмісяця спрямовані більше вгору, ніж убік. Це явище називається мокрим Місяцем (англ. wet Moon) і частіше трапляється в тропіках.

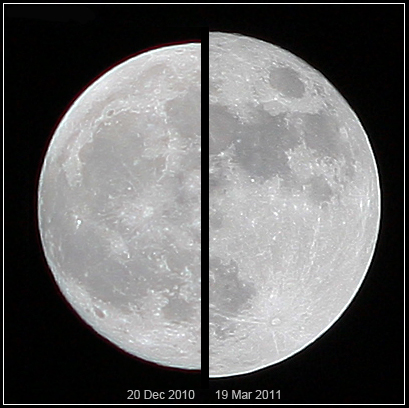
Порівняння між «середнім» повним місяцем і супермісяцем.

Повні Місяці відрізняються за розміром через еліптичну орбіту Місяця, одна сторона якої (перигей) приблизно на 50 000 км ближче до Землі, ніж інша (апогей). Тому, коли Місяць перебуває в перигеї, він виглядає приблизно на 14 відсотків більшим і на 30 відсотків яскравішим, ніж коли перебуває в апогеї. Повний Місяць, який збігається з мінімальною відстанню від супутника до Землі називають супермісяцем. Крім того, існує психологічний ефект, відомий як ілюзія Місяця, який полягає в тому, що коли ми спостерігаємо Місяць біля горизонту, він часто виглядає величезним, хоча насправді, це лише оптична ілюзія, а не ефект нашої атмосфери абощо.

### Лібрації

Лібрація, незначна зміна видимого розміру Місяця та кута огляду протягом одного місячного місяця.

Коливання, що дозволяють спостерігачеві із Землі бачити більше ніж одну півкулю, називаються «лібраціями». Першим це явище виявив Галілео Галілей у 1638 році. Він зауважив, що видима півкуля Місяця змінюється з часом. Тобто, деякі елементи поблизу краю Місяця іноді з'являлися, а потім зникали, наче Місяць коливається залежно від довготи та широти. Розрізняють чотири види цього явища: лібрація довготи, лібрація широти, паралактична лібрація та фізична лібрація.
Фізична лібрація зумовлена коливанням супутника навколо положення рівноваги через зміщений центр ваги, а також через дію припливних сил із боку Землі. Ця фізична лібрація має величину 0,02 ° за довготою з періодом 1 рік і 0,04 ° за широтою з періодом 6 років.
Усі ці явища лібрації протягом кожного місячного циклу дозволяють спостерігати приблизно 59 % поверхні Місяця з поверхні Землі, хоча біля краю, де лінія огляду дуже скошена, не можна розгледіти багато деталей.

### Альбедо та колір

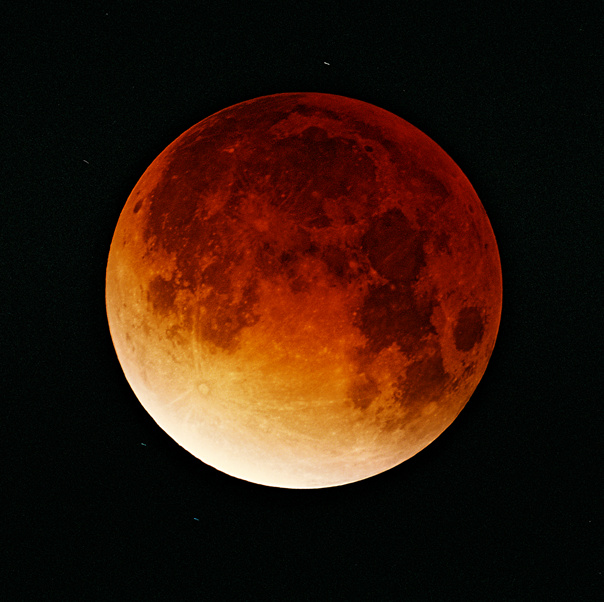
Червоний місяць.

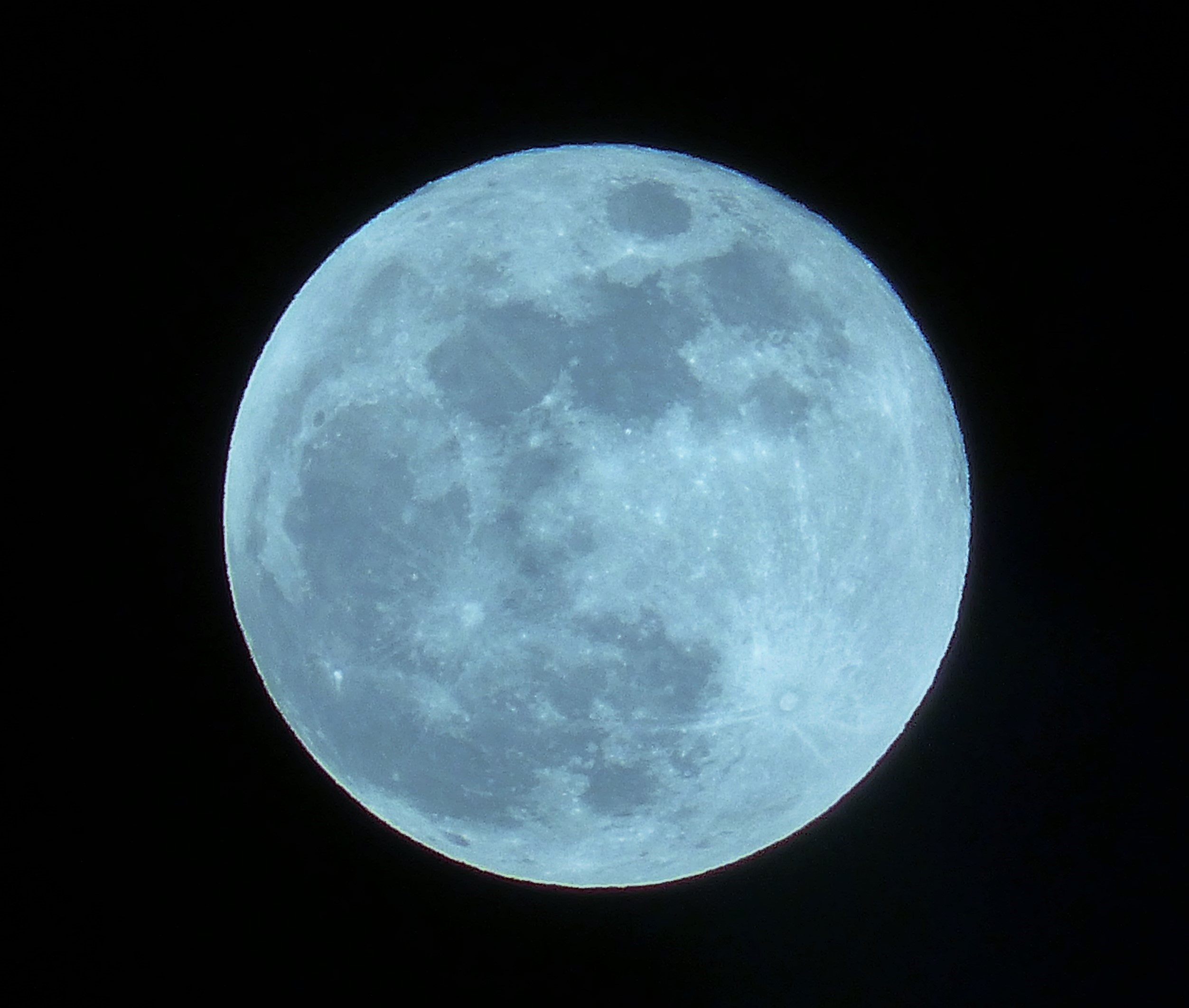
Синій місяць.

Місяць не має власного світіння, натомість відбиває світло Сонця. Він має вкрай низьке геометричне альбедо (частка падаючого світла, яке поверхня відбиває назад) 0,12, що дає йому дещо вищу відбивну здатність, ніж у асфальту. Попри це, Місяць є найяскравішим об'єктом на небі після Сонця завдяки своїй близькості до Землі. Таким чином, його легко побачити неозброєним оком вночі або навіть вдень. Завдяки біноклю можна розрізнити моря та великі метеоритні кратери.
Яскравість Місяця суттєво змінюється зі зміною його фази. Частково це пов'язано з опозиційним ефектом, що посилює яскравість; Місяць у фазі першої чверті освітлений Сонцем на 50 %, проте його яскравість у 12 разів менша, ніж у повного Місяця. Крім того, колірна константа зорової системи людини впливає на сприйняття кольорів об'єкта відносно його оточення, що пояснює, чому освітлений Сонцем Місяць, на фоні відносно темного неба, сприймається як яскравий об'єкт. Яскравість повного Місяця здається рівномірною по всій освітленій поверхні, без потемніння до краю. Це відбувається через відбиваючі властивості місячного ґрунту, який більше відбиває світло до Сонця, ніж в інших напрямках.
За межами атмосфери Землі поверхня Місяця сіра з легким коричневим відтінком. Однак при спостереженні з атмосфери Землі Місяць може здаватися різних відтінків. Колір, який людина бачить, коли дивиться на Місяць, залежить від світлових хвиль, які досягають її очей. Це світло може змінюватися через забруднення повітря або положення Місяця на горизонті. Іноді Місяць може здаватися червоним або синім. Явище, відоме як «кривавий місяць», є результатом повного місячного затемнення, коли Земля перебуває між Місяцем і Сонцем, блокуючи більшу частину світла, що йде до Місяця. Молекули повітря з атмосфери Землі розсіюють більшу частину синього світла. Залишок світла відбивається на поверхні Місяця з червоним світінням, завдяки чому Місяць виглядає червоним на нічному небі. Місяць також може мати червоний, помаранчевий або жовтий відтінок, коли Місяць низько над горизонтом, його світло проходить через атмосферу більшу відстань. Чим довший шлях світла в атмосфері, тим більше коротких хвиль розсіюється, залишаючи більше довгих хвиль, які людське око сприймає як червоний колір.
Місяць блакитного кольору зустрічається рідше і може вказувати на те, що Місяць видно крізь атмосферу, що містить певні частинки пилу. Лісова пожежа або виверження вулкана іноді можуть наповнювати атмосферу дрібними частинками, що розсіюють червоне світло. Це дає ефект, протилежний звичайному ефекту Тіндаля, і може призвести до того, що Місяць матиме синій відтінок, оскільки червоне світло розсіюється.
Вислови «червоний місяць» і «блакитний місяць» також можуть позначати конкретні повні Місяці року, а не вказувати на наявність червоного або синього місячного світла. Так червоним Місяцем або «Місяцем врожаю» (англ. harvest Moon) називають повний Місяць, найближчий до осіннього рівнодення (22 або 23 вересня), що настає в будь-який час протягом двох тижнів до або після цієї дати, а «синім Місяцем» називають другий повний Місяць у календарному місяці.

### Затемнення

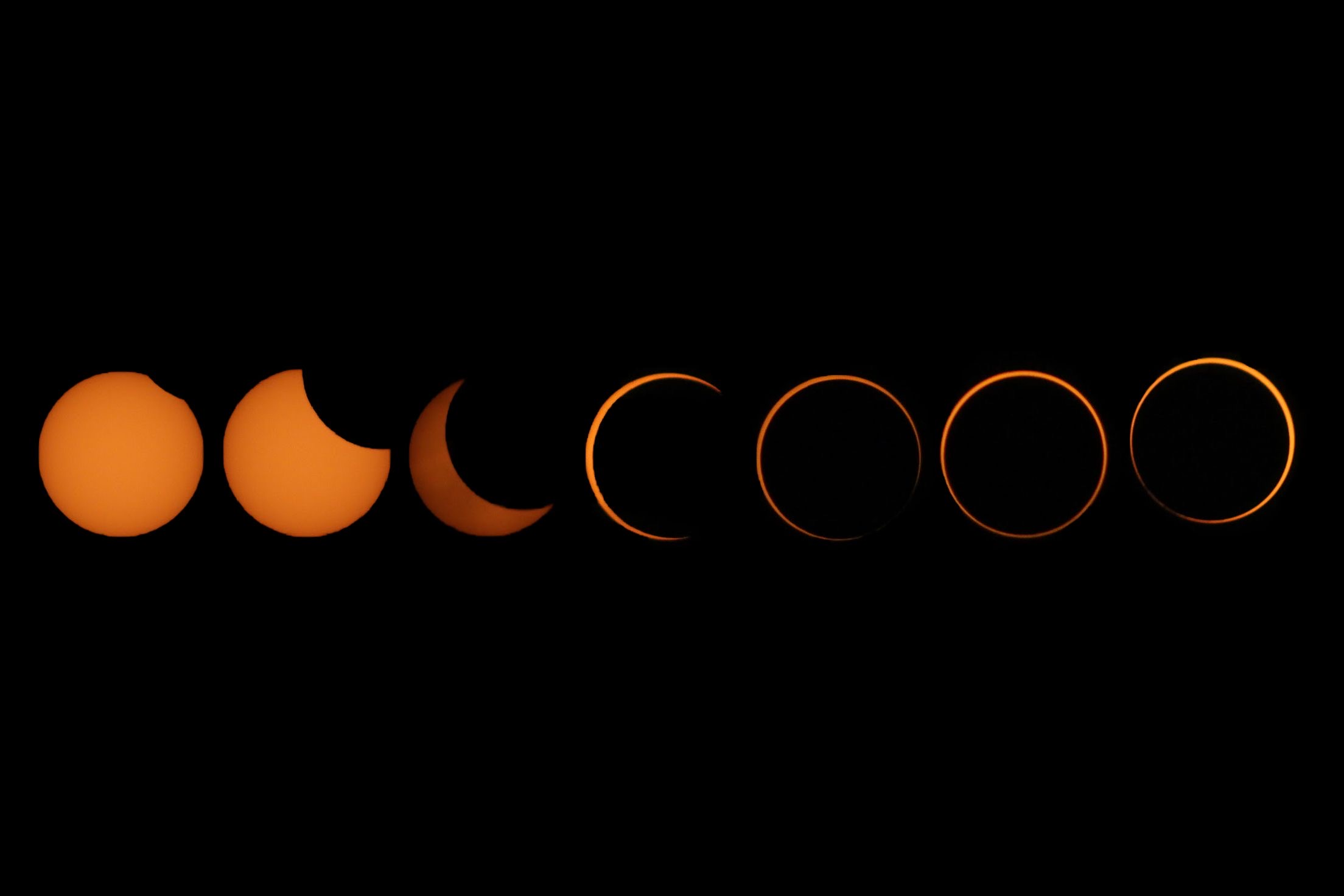
Прогресія сонячного затемнення.

Затемнення відбуваються, коли Сонце, Земля та Місяць шикуються в одну пряму лінію (так звана «сизигія»).
Розрізняють два типи затемнень: місячні та сонячні. Сонячні затемнення відбуваються лише під час нового Місяця, коли Місяць перебуває між Сонцем і Землею. Під час сонячного затемнення Місяць відкидає тінь на Землю і повністю або частково закриває видимість Сонця. Місячні затемнення, навпаки, відбуваються в повний Місяць, коли Земля перебуває між Сонцем і Місяцем, тінь від Землі падає на поверхню Місяця, затемнюючи її. Кутовий розмір Місяця приблизно такий самий, як і Сонця, причому обидва утворюють кут приблизно 0,5° на земному небі. Сонце набагато більше за Місяць, але воно на значно більшій відстані, що дає йому такий видимий розмір, як і набагато ближчий і набагато менший Місяць. Варіації уявних розмірів через еліптичні орбіти також майже однакові, хоча й відбуваються в різних циклах. Це робить можливим як повне (коли Місяць здається більшим за Сонце), так і кільцеподібне (коли Місяць виглядає меншим за Сонце) сонячні затемнення. Під час повного затемнення Місяць повністю закриває диск Сонця і сонячна корона стає видимою неозброєним оком.
Оскільки з часом відстань між Землею та Місяцем повільно зростає, кутовий діаметр Місяця зменшується. Зараз Місяць віддаляється від нашої планети зі швидкістю приблизно 3,8 см на рік. У міру того, як Сонце розвивається, щоб стати червоним гігантом, розмір Сонця та його видимий діаметр на небі повільно збільшуються. Поєднання цих двох змін означає, що сотні мільйонів років тому Місяць завжди повністю закривав Сонце під час сонячних затемнень, а кільцеподібні затемнення були неможливими. Так само через сотні мільйонів років у майбутньому Місяць більше не буде повністю закривати Сонце, і повних сонячних затемнень не буде.

## Селенологія
Розділ науки, що вивчає будову та хімічно-мінералогічний склад Місяця, називають селенологією. Елементний та мінералогічний склад місячних порід близький до земних.

### Внутрішня структура

Будова Місяця.

Місяць є диференційованим тілом, яке спочатку перебувало в гідростатичній рівновазі, але з того часу відійшло від цього стану. Він складається з кори, мантії і ядра, які відрізняються за хімічним складом. Оболонка внутрішнього ядра багата залізом, вона має радіус 240 км, рідке зовнішнє ядро складається переважно з рідкого заліза і має радіус приблизно 300—330 кілометрів. Навколо ядра розташований частково розплавлений шар радіусом близько 480—500 кілометрів. Ця структура, як вважають, утворилася внаслідок фракційної кристалізації з океану магми, невдовзі після утворення Місяця. Кора Місяця має товщину 50—100 км.
Кристалізація цього океану магми створила б мафічну мантію з преципітації та мінералів олівіну, клінопіроксену та ортопіроксену. Після того, як приблизно три чверті океану магми кристалізувалися, мінерали плагіоклазу нижчої щільності могли утворюватися і плавати на поверх кори. Рідини, які кристалізувалися останніми, спочатку були затиснуті між корою та мантією, з великою кількістю несумісних елементів, що виробляють тепло. Відповідно до цієї думки, геохімічне картографування, проведене з орбіти, свідчить про те, що кора складається переважно з анортозиту. Зразки місячних порід потопних лав, які вивергнулися на поверхню внаслідок часткового танення в мантії, підтверджують склад мафічної мантії, який містить більше заліза, ніж земна.
Кора Місяця на зворотному боці товща, ніж на видимому. Вона в середньому має товщину 50-60 км у морських районах та 90-100 км на зворотному боці Місяця. Максимуму її товщина сягає в околицях кратера Корольов близько 107 км, що перевищує середню приблизно вдвічі, а мінімуму — під деякими великими кратерами (наприклад, під басейном Моря Москви та Моря Криз), де наближається до нуля. Видима частина кори поламана та перемішана в результаті сильних ударів, які зазнав Місяць. Центр мас Місяця зміщений від його геометричного центру приблизно на 2 км у напрямку до Землі.
Місяць є другим за щільністю супутником у Сонячній системі після Іо. Однак внутрішнє ядро Місяця невелике, його радіус становить приблизно 20 % розміру Місяця, на відміну від майже 50 % у більшості інших землеподібних тіл. Місячне ядро складається із заліза, легованого невеликою кількістю сірки й нікелю. Аналіз змін часу обертання Місяця свідчить про те, що він принаймні частково розплавлений. Тиск у місячному ядрі оцінюється в 5 ГПа.

### Місячні породи

Насичене кольорове зображення місячної поверхні. Червонувато-іржаво-коричневий колір походить від залізних руд, а блакитний — від руд оксиду титану.

Материкові місячні райони складаються здебільшого з анортозитів, рідше — норитів та дацитів. У той час як місячні моря складаються переважно з базальтів. «Морські» місячні базальти відрізняються від земних значно підвищеним вмістом титану та заліза і зниженим — лужних металів (натрію, калію). Материкові базальти (норити) відрізняються від морських підвищеним вмістом оксиду алюмінію, натомість у них нижчий вміст оксиду заліза та оксиду титану. Вік материкових місячних порід становить 4,0—4,5 млрд років, що відповідає максимальному прояву магматизму на Місяці. Вік морських базальтів — 3,3—3,8 млрд років, що свідчить про вторинність їх утворення.

### Сейсмологія
Залишені астронавтами «Аполлона» на Місяці сейсмографи засвідчили наявність сейсмічної активності. У період між 1969 і 1977 роками на Місяці було зафіксовано близько 13 000 місячних поштовхів. Місячні сейсмічні сигнали мають значний ступінь розсіювання хвиль і дуже низьке затухання. Тому під час місяцетрусів супутник має велику дзвінкість через відсутність води та дуже велику кількість тріщин у верхніх кількох сотнях метрів. Місяцетруси, які спостерігалися, були переважно менш ніж 3 балів за шкалою Ріхтера; найбільші зареєстровані мають величину від 5 до 5,7.
Місяцетруси поділяються на чотири групи: припливні (трапляються двічі на місяць, викликані впливом припливних сил Сонця і Землі), тектонічні (нерегулярні, викликані пересуванням ґрунту Місяця), метеоритні (через падіння метеоритів) та термальні (внаслідок різкого нагріву місячної поверхні зі сходом Сонця).
Через схожість за розміром і складом Місяць іноді розглядають як тіло, близьке до планет земної групи нарівні з Меркурієм, Венерою, Землею і Марсом. Елементний та мінералогічний склад місячних порід близький до земних. Тому вивчаючи будову Місяця, можна багато дізнатися про будову та розвиток Землі.

## Селенографія
Розділ науки, що вивчає будову поверхні Місяця, називають селенографією. На поверхні Місяця представлені два чіткі види рельєфу, видимі неозброєним оком.

### Умови поверхні
На відміну від Землі, Місяць позбавлений атмосферного та магнітного екранування, що робить його незахищеним від постійного впливу радіації, що випромінює Сонце. Окрім Сонця, є й інші джерела радіації на Місяці. Зокрема до цих джерел належать галактичні космічні промені, сонячні енергетичні частинки, а також нейтрони та гамма-промені, що походять від взаємодії між космічним випромінюванням і місячним ґрунтом. Середній рівень радіації на поверхні Місяця приблизно у 2,6 раза перевищує добову дозу екіпажу Міжнародної космічної станції, в 5—10 разів більше, ніж під час трансатлантичного польоту та у 200 разів більше, ніж на поверхні Землі.
Місяць не має пір року. На Землі пори року викликані нахилом земної осі (23,44°) відносно площини екліптики, але вісь Місяця нахилена лише на 1,5°. Це свідчить про те, що деякі області завжди освітлені сонячним світлом, а інші місця постійно в тіні. Прикладом вершин вічного світла на північному полюсі Місяця є гірські регіони на краю кратера Пірі. Проте, на полюсах спостерігається невеликими змінами висоти Сонця над горизонтом на три градуси протягом року. Що, своєю чергою, призводить до значних коливань у масштабах тіні та температури.

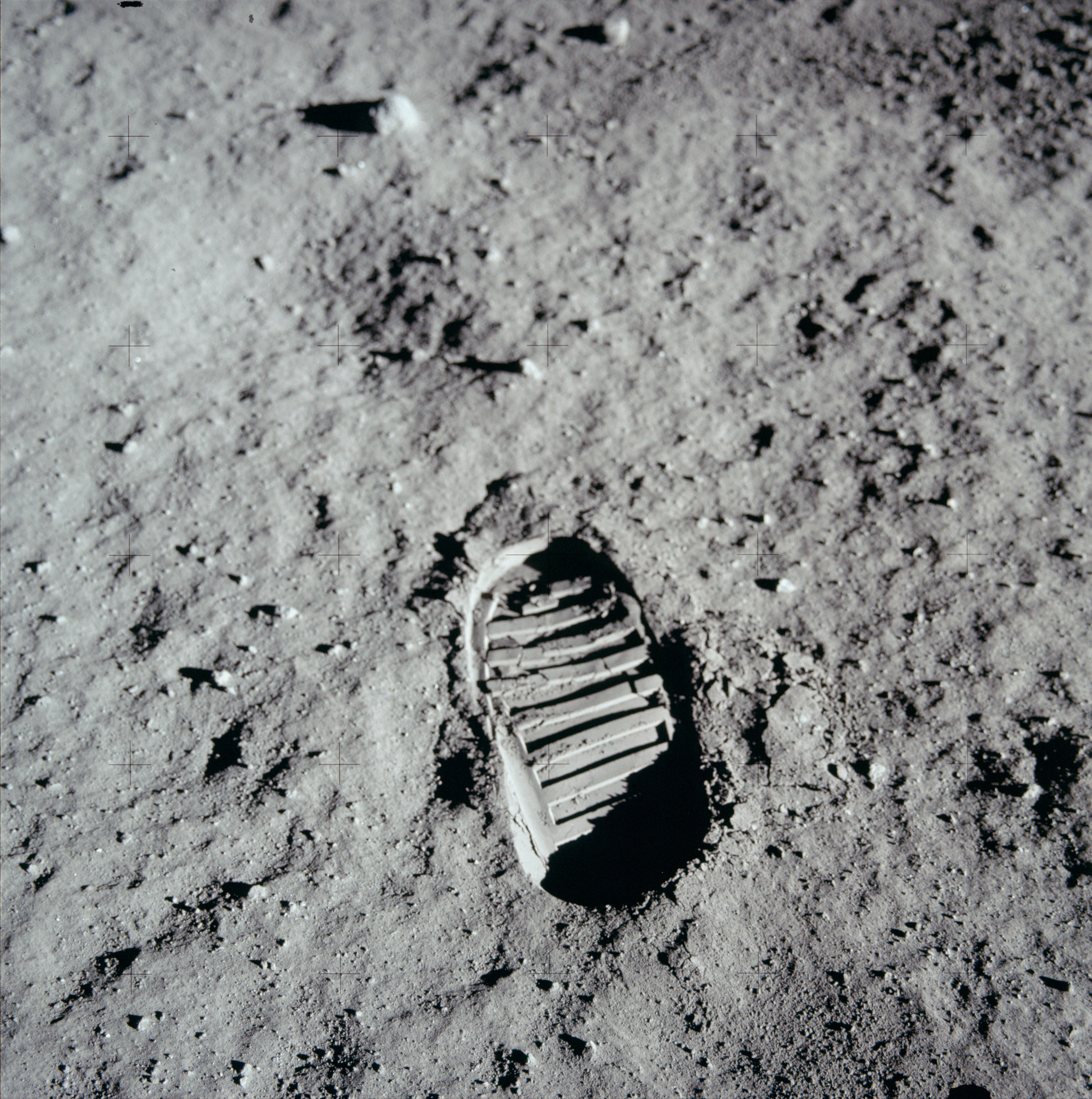
Відбиток Базза Олдріна на місячному ґрунті.

Місячна екзосфера надто мізерна, щоб уловлювати або розповсюджувати енергію Сонця, тому різниця температур між освітленими Сонцем ділянками Місяця і затіненими ділянками надзвичайно велика. Температура поблизу екватора Місяця може підвищуватися до 121 °C вдень, а потім різко падати після настання ночі до −133 °C. Частина глибоких кратерів поблизу полюсів Місяця постійні затінені, ці «кратери вічної тіні» мають надзвичайно низькі температури (−246 °C). Водночас температура порід, що залягають на глибині 2 м, стала та дорівнює близько −30 та −40 °C.
Проте вчені виявили затінені місця всередині ям на Місяці, де температура становить 17 °C. Ями та печери, до яких вони можуть вести, стануть термічно стабільними місцями для дослідження Місяця порівняно з областями на поверхні Місяця, які піддаються значним температурним коливанням.
Поверхня місячної кори вкрита шаром незміцнених, сильно подрібнених уламків переважно сірого кольору, який називається реголітом та утворений внаслідок дроблення, перемішування і термічного впливу місячних порід під час ударів метеороїдів. Приблизно половина ваги місячного ґрунту має розміри менше ніж 60—80 мікронів. Цей тонкий реголіт, називається місячним пилом та має структуру, схожу на сніг, і запах, що нагадує відпрацьований порох. Через відсутність впливу на місячний ґрунт дії води й вітру, його частинки, як правило, є гострими зі зламаними поверхнями. Шар реголіту старих поверхонь, як правило, товщий, ніж на молодих поверхнях: його товщина коливається від 10 до 15 м у високогірних районах та від 4 до 5 м у морській місцевості. Під дуже подрібненим шаром реголіту знаходиться мегареголіт — шар корінної породи з великою кількістю тріщин, товщина якого становить кілька кілометрів.
Вважається, що ці екстремальні умови роблять малоймовірним те, що космічний корабель буде зберігати бактеріальні спори на Місяці довше, ніж на один оберт навколо власної осі.

### Особливості поверхні
Місяць весь вкритий кратерами різного розміру. Тривалий час вчені не могли побачити зворотний бік Місяця, але це стало можливим з розвитком технологій. Згодом топографію Місяця було виміряно за допомогою лідарів та аналізу стереозображень. Тому зараз існують докладні карти обох півкуль Місяця. Детальні місячні карти складають для того, щоб підготуватися до висадки людини на Місяць, вдалого розташування місячних баз, телескопів, транспорту, пошуку корисних копалин тощо.
На поверхні Місяця представлені два різні типи рельєфу, які чітко видимі неозброєним оком: дуже стара світла гірська місцевість із великою кількістю кратерів, які займають 80 % місячної поверхні й близько 20 % темніших, гладких і відносно молодих областей, помилково названих давніми астрономами «місячними морями», оскільки ці «моря» абсолютно безводні. Моря, які становлять приблизно 16 % всієї поверхні Місяця, — це просторі рівнини, вкриті застиглою лавою. Вони утворювалися переважно в гігантських метеоритних кратерах і сконцентровані на зверненому до Землі боці, що пов'язане з меншою товщиною кори. Поверхня Місяця вкрита реголітом — сумішшю тонкого пилу і скелястих уламків, утворених метеоритними ударами.
Крім кратерів, на Місяці трапляються й інші дрібниці рельєфу — куполи, хребти, гряди, долини й борозни. Місячні системи променів — це чіткі яскраві смуги матерії, що радіально простягаються від багатьох ударних кратерів. З 1960-х років, коли було опубліковано роботу Юджина Шумейкера, ці системи променів були визнані фрагментарною речовиною, викинутою з первинних і вторинних кратерів під час ударних подій на Місяці. Місячні борозни являють собою довгі вузькі тріщини на поверхні Місяця. Існує три типи борозен: звивисті, дугоподібні та прямі.
Більшість кратерів Місяця названо на честь видатних дослідників. Імена великих вчених давнини, таких як Тихо Браге, Коперник і Птолемей, були використані на видимому боці, а на зворотному часто трапляються сучасніші назви на зразок Аполлон, Гагарін і Корольов. Багато з них є російськими, оскільки перші знімки зворотного боку зроблено радянським кораблем Луна-3. Найбільший кратер Місяця розташований на півдні його зворотного боку. Це басейн Південний полюс — Ейткен розміром 2400 завширшки, 2050 км завдовжки та завглибшки 6–8 км. Його південний край видно із Землі.
Відкриття розломних скель свідчить про те, що відстань між центром Місяця та його поверхнею зменшилася приблизно на 90 метрів за останній мільярд років. Море Холоду, басейн поблизу північного полюса, який довго вважався геологічно мертвим, тріснув і зрушився. Оскільки Місяць не має тектонічних плит, його тектонічна активність повільна, і через втрату тепла утворюються тріщини.

#### Вулканічні особливості

Мапа морів та кратерів Місяця.

Основні об'єкти, які можна побачити неозброєним оком із Землі, — це темні й відносно невиразні місячні рівнини, які називаються «морями». Вони є величезними басейнами базальту. Попри те, що місячні базальти подібні до земних базальтів, вони містять більше заліза і не мають мінералів, змінених водою.
Майже всі моря лежать на видимій стороні Місяця і покривають майже третину (31,2 %) поверхні на видимій стороні, і тільки 1 % — зворотньої сторони. Згідно з геохімічними картами, отриманими гамма-спектрометром Lunar Prospector, вважається, що це пов'язано з концентрацією елементів, що виробляють тепло — відомих як KREEP, під корою ближньої сторони, що спричинило б нагрівання підстилаючої мантії, часткове плавлення, підйому на поверхню та виверження. Найдавніший вік місячних морів складає від 3,9 до 4,3 млрд років, а вік наймолодших зразків має 3,08 ± 0,05 млрд років.
Світліші області Місяця називаються високогір'ями, оскільки вони вищі за більшість морів. Високогір'я датовані за допомогою радіометрії як такі, що утворилися 4,4 млрд років тому, і можуть являти собою плагіоклазові накопичення океану місячної магми. На відміну від Землі, не вважається, що великі місячні гори сформувалися в результаті тектонічних подій, вони натомість утворилися в результаті гігантських ударів.
Концентрація морів на видимій стороні, ймовірно, відображає значно товщу кору зворотньої сторони, яка могла утворитися в результаті низькошвидкісного удару другого супутника Землі через кілька десятків мільйонів років після формування Місяця. Крім того, це може бути наслідком асиметричного приливного нагрівання, коли Місяць був набагато ближче до Землі.

#### Ударні кратери

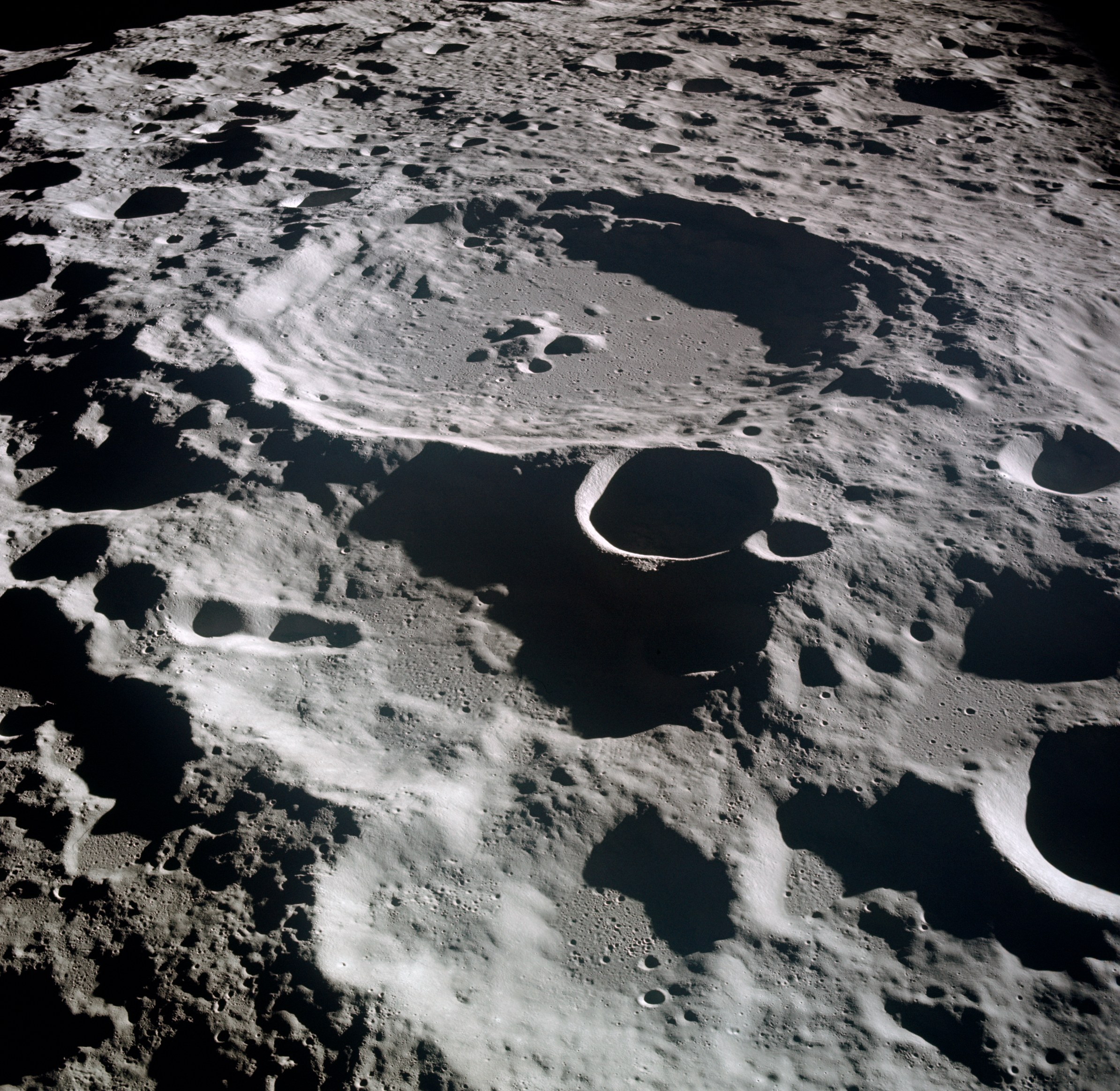
Місячний кратер Дедал є прикладом складного кратера.

На поверхні Місяця також є численні ударні кратери, які утворюються при зіткненні астероїдів і комет із супутником. Відсутність атмосфери, поверхневих потоків рідини, погодних умов і недавніх геологічних процесів, що викликають ерозію, все це посприяло тому, що багато з цих кратерів добре збереглися. Тільки на видимій стороні Місяця є близько 300 000 кратерів з діаметром понад один кілометр. Місячні ударні кратери бувають трьох основних типів: прості кратери, складні кратери та басейни. До простих кратерів відносять більшість невеликих ударних кратерів (менше ніж 10 км у діаметрі), з чашоподібною структурою з незначним обваленням стінки кратера або без нього. Складні кратери більші за прості з меншим співвідношенням глибини та діаметра. Вони мають підняті центри і терасові стіни. Басейнами зазвичай називають кратери складної будови з двома або більше кільцевими хребтами чи уступами. Пороговий діаметр для розрізнення кратерів і басейнів становить приблизно 150—200 км.
Більшість кратерів Місяця названо на честь видатних учених та інших дослідників. Карта, яка послужила основою для сучасних назв більшості місячних об'єктів, була створена Джованні Річчолі та Франческо Грімальді 1651 року. Тому імена великих вчених давнини, таких як Тихо Браге, Коперник і Кеплер, були використані для найменування кратерів на видимому боці, а на зворотному — переважно сучасніші назви, на кшталт, Аполлона, Гагаріна і Корольова.
Найбільший кратер Місяця розташований на півдні його зворотного боку. Це басейн Південний полюс — Ейткен розміром 2400 км завширшки, 2050 км завдовжки та завглибшки 6—8 км.

#### Місячні вири

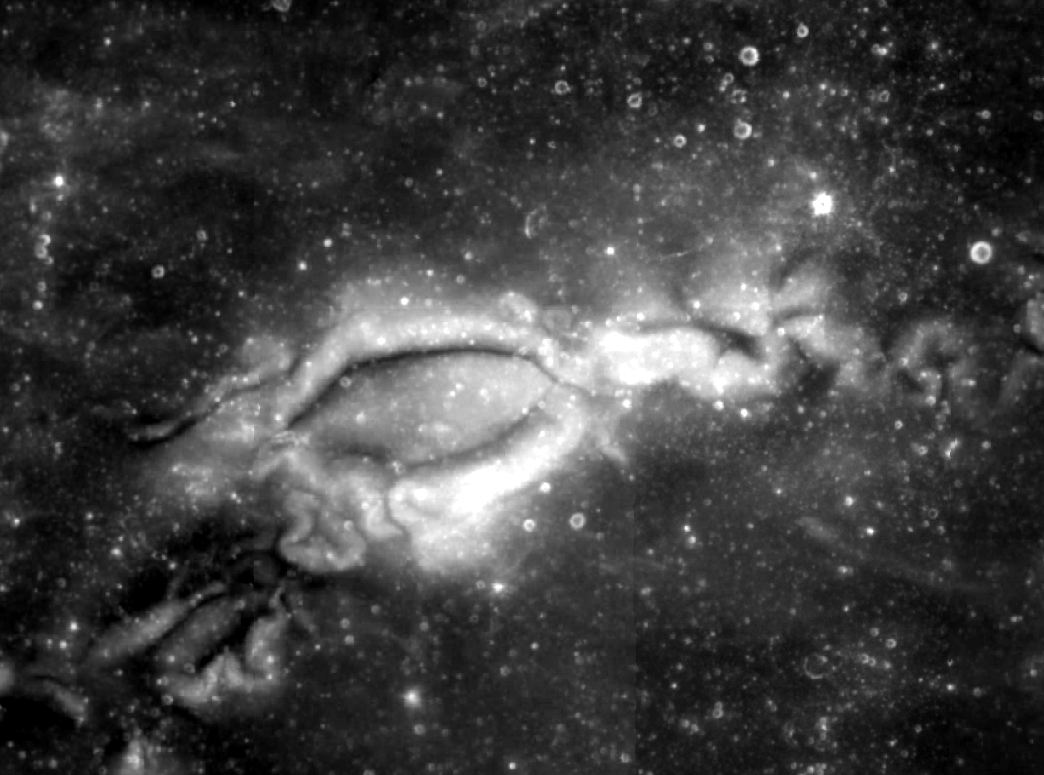
Зображення місячного виру, 70-кілометрового Рейнер Гамма (γ).

Місячні вири — це елементи рельєфу поверхні Місяця, які характеризуються високим альбедо, виглядають оптично незрілими (тобто мають оптичні характеристики молодого реголіту) і часто мають звивисту форму. Вони розташовані в місцях з посиленими поверхневими магнітними полями, і багато з них розташовані в антиподальній точці сильних ударів. Прикладом місячного виру є аномалія Герасимовича, яка також є областю найсильнішого магнітного поля на Місяці, або інші добре відомі вири, такі як Рейнер Гамма та Море Мрії. Вчені вважають, що це області, які були частково захищені від сонячного вітру, що призвело до повільнішого космічного вивітрювання.

## Людська присутність
Востаннє люди висаджувалися на Місяць 1972 року під час програми «Аполлон». Після цього на місячній орбіті безперервно присутні орбітальні апарати, які в основному здійснюють спостереження Місяця і забезпечують ретрансляційний зв'язок для роботизованих місій на поверхні Місяця.

### Вплив людини

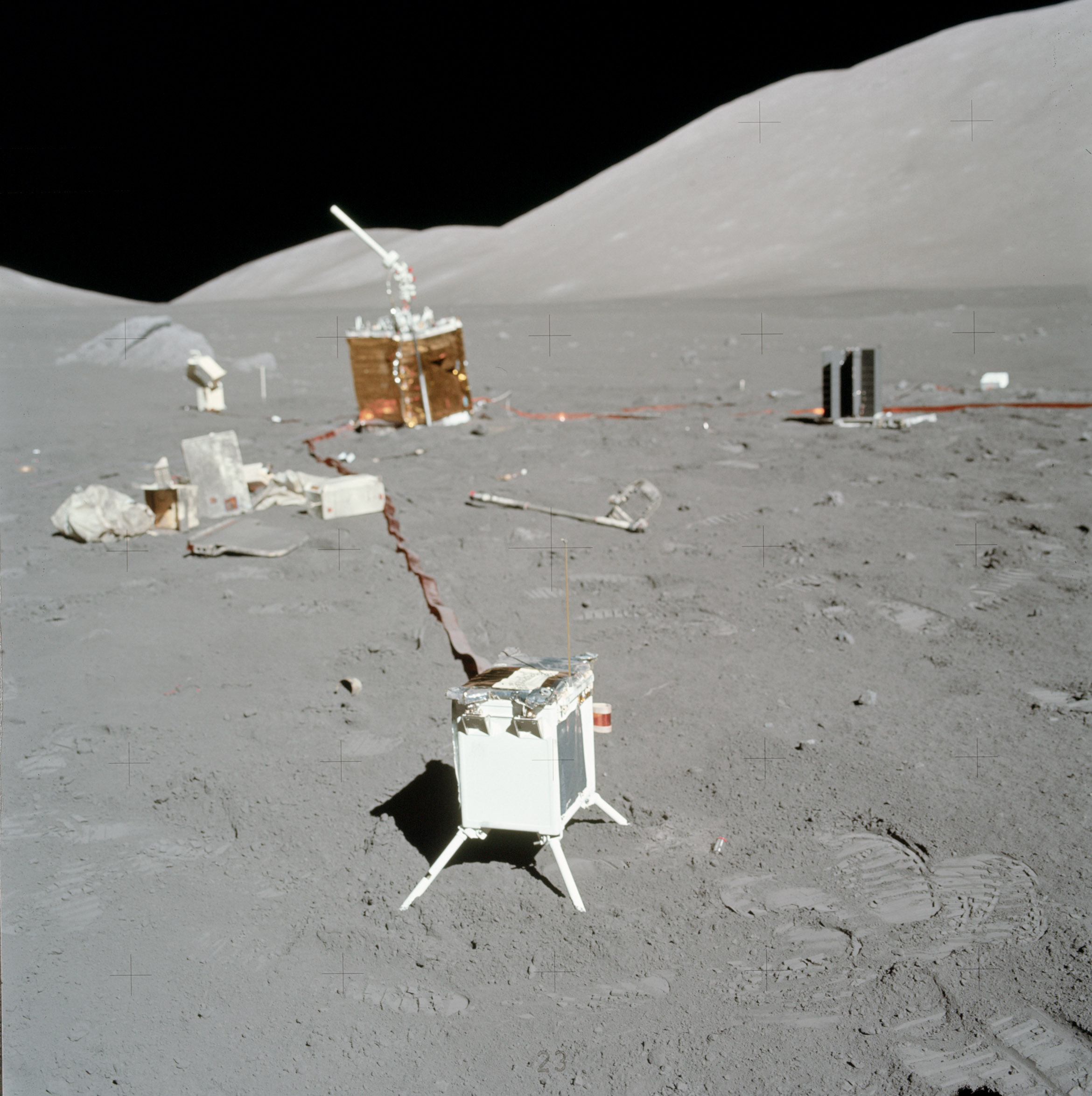
Артефакти людської діяльності. Частина інструментів ALSEP, залишених в ході польоту «Аполлона-16».

Попри те, що Місяць має найнижчу цільову категорію захисту планети, на ньому присутня деградація як незайманого об'єкта та наукового місця, а також збільшення кількості слідів людської діяльності на його поверхні. Зі збільшенням кількості місій на Місяць, космічне сміття за межами Землі навколо Місяця розглядається як майбутній виклик та як небезпека для майбутніх місій. Таким чином, управління відходами на Місяці є питанням, яке потрібно вирішити майбутнім місячним місіям, особливо місіям, що проходитимуть безпосередньо на поверхні Місяця.
У 2023 році вчені Університету Пердью (США) провели дослідження, спрямоване на моделювання та відстеження космічного сміття навколо Місяця. Було встановлено, що космічне сміття, яке повертається з геосинхронної орбіти, часто потрапляє на орбіту Місяця або Землі й перебуває там, як тимчасові супутники. Одним з таких випадків був J002E3, який виявився ракетою-носієм від «Аполлона-12». Іншим був астероїд 2010 QW1, який пізніше було ідентифіковано як ступінь «Long March 3C» китайської місії «Чан'е-2». Аварія місячного ракетного прискорювача на зворотному боці Місяця, яка трапилася на початку 2022 року, також призвела до забруднення орбіти Місяця. Спочатку вважалося, що ця ракета-носій належить SpaceX, але пізніше вона була ідентифікована, як ступінь ракети «Long March», що також належала Китаю.
Більшу частину місячного сміття становлять уламки космічних кораблів, решту становлять дрібніші уламки, використані інструменти та відходи. Загалом під час дослідження космосу на Місяці було залишено близько 225 тонн матеріалу земного походження, дані станом на 2018 рік. Більшість відходів залишили місії «Аполлон» між 1969 і 1972 роками. До найважчих об'єктів належать треті ступені кількох ракет «Сатурн V», які використовуються під час пілотованих місій. Окрім залишків людської діяльності на Місяці, існують і деякі навмисно залишені речі, як-от маленька картинна галерея «Музей Місяця», послання доброї волі залишене екіпажем «Аполлона-11», меморіал «Полеглий астронавт», прапори та інші артефакти. Крім того, на Місяці присутні й особисті речі, залишені астронавтами, наприклад м'ячі для гольфу, залишені Аланом Шепардом під час місії «Аполлон-14», або Біблія, залишена Девідом Скоттом під час «Аполлона-15».
З метою увіковічення не тільки свого імені, а й своєї особи, набуває поширення скидання на поверхню Місяця різноманітних капсул, як то капсул з власною живою ДНК.

### Астрономія з Місяця

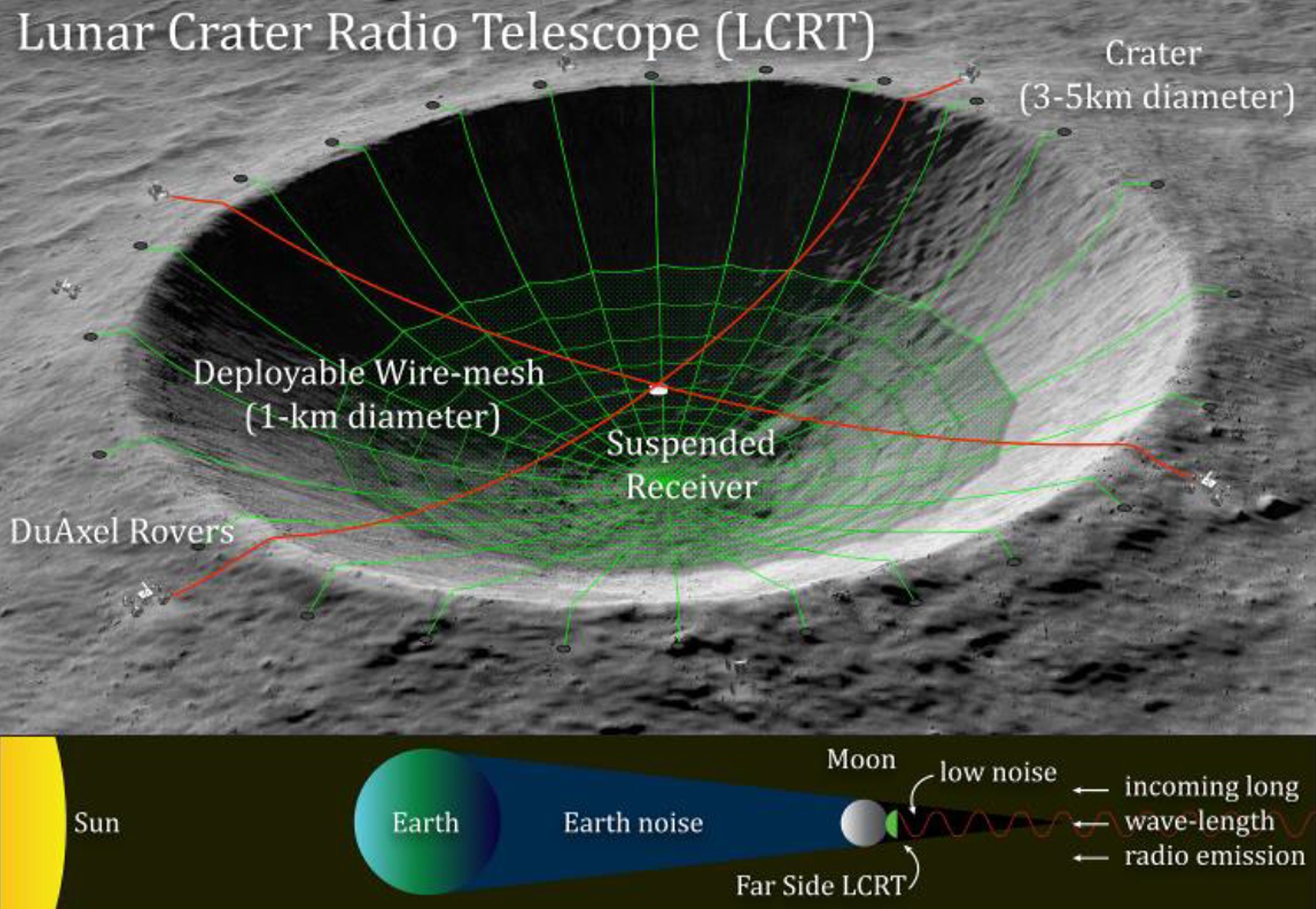
Ілюстрація радіотелескопа «Місячний кратер».

Місяць вважається чудовим місцем для телескопів. Він знаходиться відносно близько до Землі та має чудову видимість через відсутність світлового забруднення та атмосфери. Також деякі кратери поблизу полюсів постійно перебувають у темряві, що робить їх надзвичайно холодними, тому вони добре підходять для інфрачервоних телескопів. Крім того, радіотелескопи, розміщені на дальній стороні, будуть захищені від радіовипромінювання, яке надходить із Землі.
Ці переваги Місяця вже використовувалися в квітні 1972 року, під час місії «Аполлон-16», протягом якої були зроблені різні фотографії та астрономічні спектри з поверхні Місяця.
Хоча місячний ґрунт створює проблему для будь-яких рухомих частин телескопа, його можна змішувати з вуглецевими нанотрубками та епоксидними смолами та використовувати для виготовлення дзеркал діаметром до 50 метрів. Місячний зенітний телескоп можна створити з використанням спеціальних іонних рідин.

### Життя на Місяці

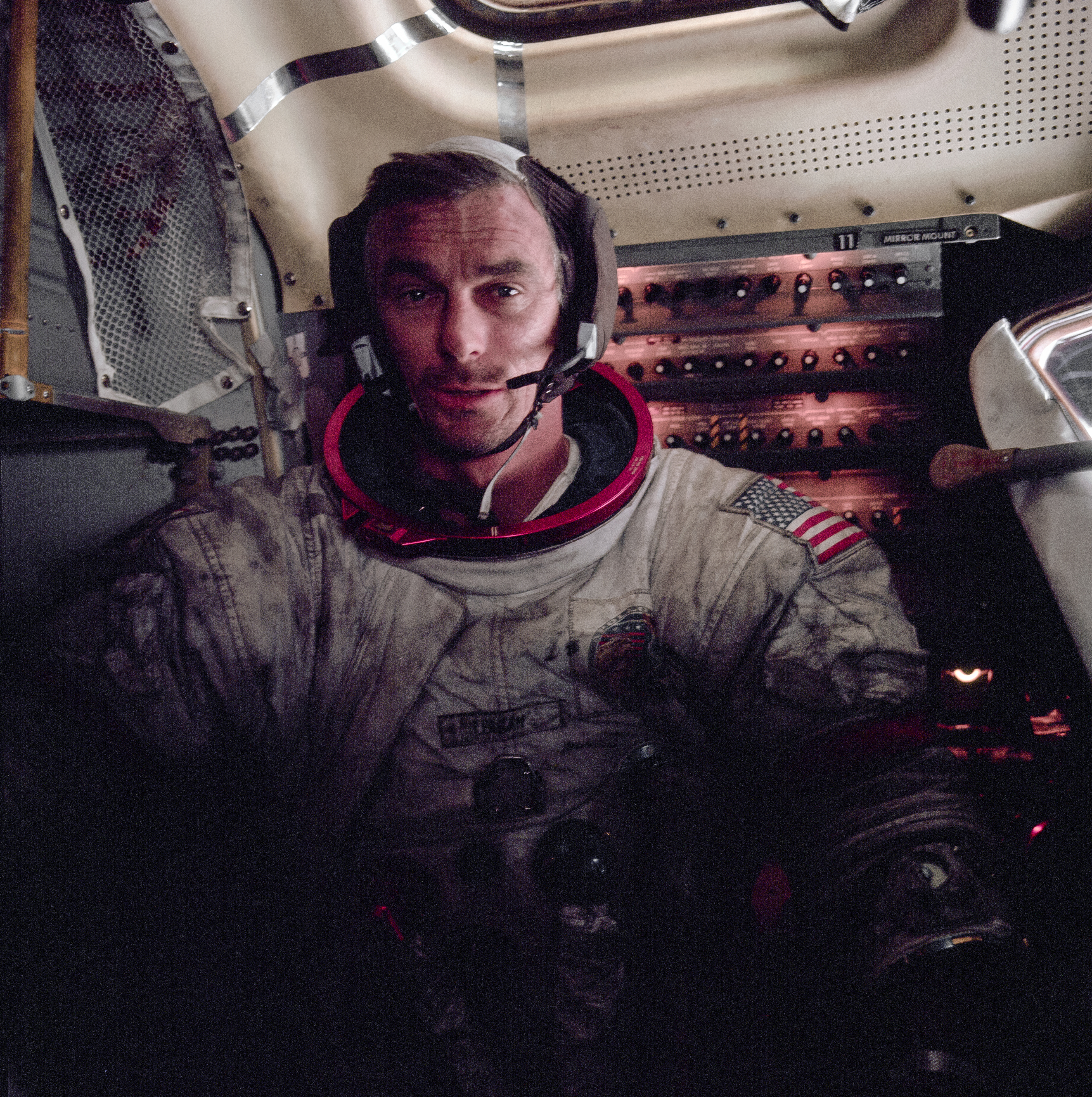
Командир «Аполлона-17» Юджин Сернан готується зняти свій покритий місячним пилом скафандр.

Єдиним випадком, коли люди жили на Місяці, був випадок перебування астронавтів на поверхні Місяця в місячному модулі Аполлона протягом кількох днів поспіль, прикладом є місія «Аполлон-17», екіпаж якої провів на Місяці майже 75 годин. Однією з проблем перебування на місячній поверхні є місячний пил, який прилипає до костюмів і переноситься в приміщення. Астронавти відчували смак і запах пилу, який пахне порохом, тому цей запах отримав назву «аромат Аполлона». Дрібний місячний пил може викликати проблеми зі здоров'ям.
На початку XXI століття відкриття покладів льоду на полюсах Місяця стимулювало початок «другої місячної гонки» між США (програма «Артеміда»), КНР (Місячна програма Китаю), Росією (Російська місячна програма), Євросоюзом (програма «Аврора»), Японією (Агентство аерокосмічних досліджень Японії) та Індією (Індійська організація космічних досліджень і розробок). Усі ці програми передбачають створення баз на Місяці. Учасники гонки планують побудувати на Місяці інфраструктуру для його вивчення та видобутку корисних копалин.
2004 року Китай створив власну програму дослідження Місяця (Чан'е) і досліджує перспективу видобутку корисних копалин на Місяці — зокрема, шукає ізотоп гелію-3 для використання як джерела енергії на Землі.
Не всі погоджуються, що позаземний видобуток гелію-3 можливий, і навіть якби було можливо видобути гелій-3 на Місяці, жодна існуюча на цей момент конструкція термоядерного реактора не дає змоги виробити більше енергії, ніж витрачається на підтримання його роботи — тобто домогтися, щоб коефіцієнт відтворення термоядерної енергії перевищив одиницю. Недоліком залишається також те, що гелій-3 є обмеженим місячним ресурсом, який може вичерпатися в процесі видобутку.
У 2019 році під час експерименту на посадковому модулі «Чан'е-4» проросло насіння бавовни. Коли «Чан'е-4» приземлився на зворотному боці Місяця, його вантаж включав герметичний контейнер, який перевозив біологічні тестові вантажі, включно з тим, що називається «мікроекологічним колом поверхні Місяця».
Китай планує побудувати місячну базу на південному полюсі Місяця до 2035 року. Перший етап передбачає запуск п'яти важких ракет-носіїв для доставки основних компонентів бази з 2030 по 2035 рік, з подальшим розширенням інфраструктури до 2050 року. Також Китай і Росія домовилися разом досліджувати Місяць. 2021 року вони підписали меморандум про співпрацю в місячних місіях, зокрема щодо створення наукової станції на орбіті або поверхні Місяця. 2024 року Росія ратифікувала угоду з Китаєм про будівництво спільної місячної бази. Про його ратифікацію китайською стороною поки не повідомлялося.
Програма «Артеміда» передбачає створення базового табору, який включатиме стаціонарний житловий модуль, що здатний вміщувати до чотирьох астронавтів протягом місяця. З 2016 року НАСА співпрацює з різними компаніями, що розробляють житлові модулі, оцінюючи їхнє внутрішнє планування, системи життєзабезпечення та зовнішні конструкції, зокрема жорсткі корпуси, розширювані модулі та гібридні концепції. Агентство також тестує повномасштабні прототипи житлових модулів для орбітального використання. Зі зміцненням партнерства між НАСА, комерційними компаніями та міжнародними агенціями Місяць може стати місцем наукових досліджень, а й майбутнім пунктом відправлення для подорожей у глибокий космос.
Японське космічне агентство з 2016 року планує створити місячну базу за допомогою роботів, які можуть працювати автономно з мінімальним наглядом людини. Проєкт є співпрацею між Японським агентством аерокосмічних досліджень, будівельною компанією Kajima Corp. та трьома японськими університетами: Технологічним інститутом Шібаура, Університетом електрокомунікацій та Кіотським університетом.
Європейське космічне агентство у 2016 році представило концепцію Moon Village (укр. «Місячне село»). В межах цієї ініціативи можуть реалізовуватися не лише наукові та технологічні проєкти, а й діяльність, пов’язана з видобутком ресурсів або космічним туризмом.
В жовтні 2023 року прем’єр-міністр Індії Нарендра Моді заявив, що Індія планує створити місячну базу до 2035. Однак 10-й голова Індійської організації космічних досліджень і розробок Шрі Соманатх 28 листопада 2023 року на лекції ISG-ISRS 2023, окреслив інтегровану дорожню карту дослідження Місяця з довгостроковим планом створення місячної бази приблизно до 2047 року. Повторив оголошений минулого місяця план щодо пілотованої висадки на Місяць до 2040 року.

### Місячний час (LTC)
На початку квітня 2024 року, згідно зі службовою запискою керівника Офісу правил щодо науки й техніки Білого дому (англ. Office of Science and Technology Policy, OSTP), космічному агентству НАСА та іншим підрозділам уряду США було доручено до кінця 2026 року розробити план встановлення так званого «Координованого Місячного часу» (англ. Coordinated Lunar Time, LTC). У цьому дорученні також зазначено, що для людини на Місяці земний годинник буде втрачати в середньому 58,7 мікросекунди за земну добу, а також матиме інші періодичні коливання, які ще більше віддалятимуть місячний час від земного. Цей крок є частиною ініціативи уряду США, яка спрямована на створення майбутньої місячної екосистеми, яка може бути масштабована на інші регіони нашої Сонячної системи. Місячний час визначатиметься середньозваженим значенням атомних годинників на Місяці, подібно до того, як вчені обчислюють глобально визнаний всесвітній координований час (UTC) Землі.

## Правовий статус Місяця

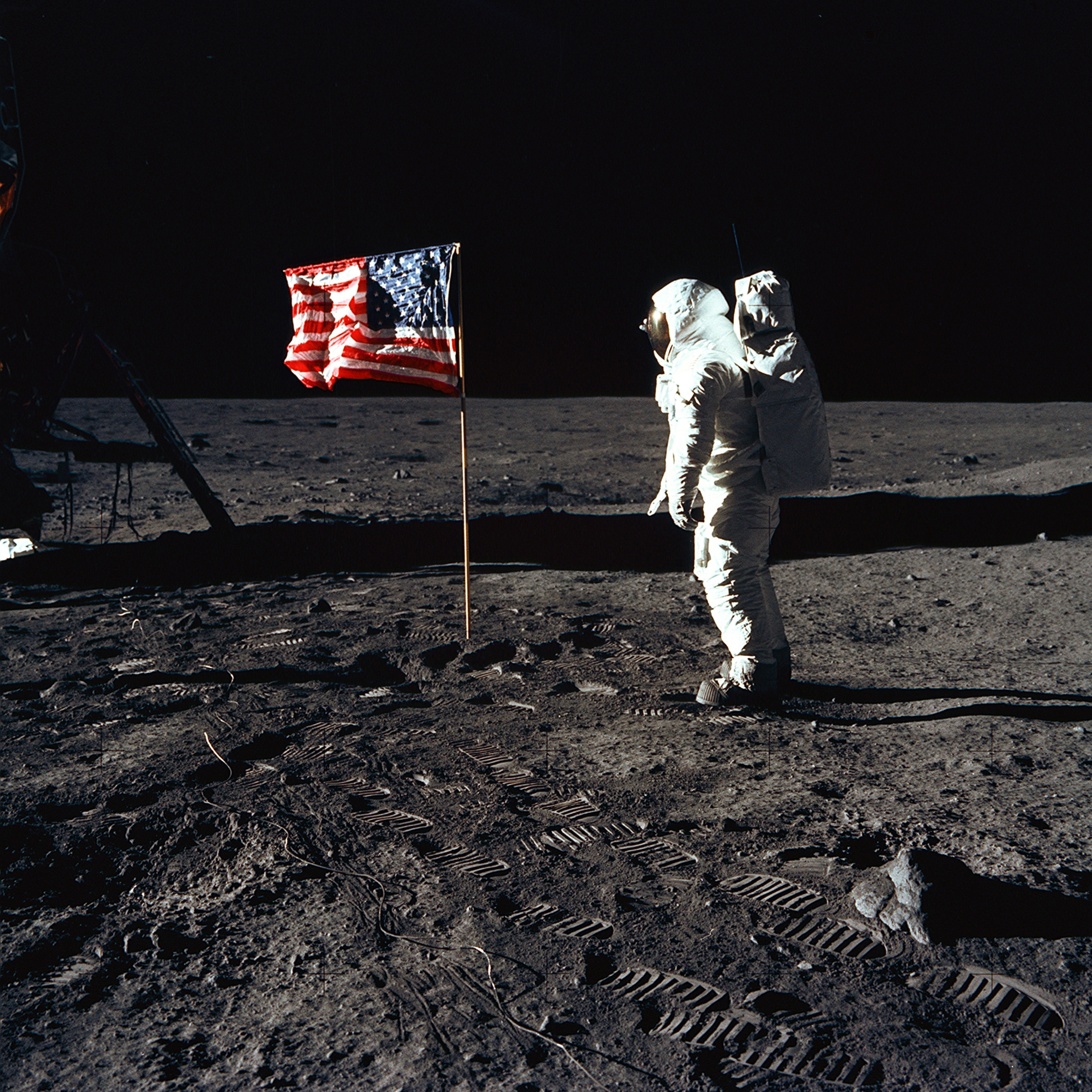
Базз Олдрін і прапор США встановлені на Місяці: символічний акт без вимог.

Попри те, що на місцях посадки своїх космічних апаратів були символічно встановлені прапори країн, яким належали ці космічні програми, жодна держава не претендує на право власності будь-якої частини поверхні Місяця. Більшість правових питань освоєння Місяця було вирішено 1967 року, коли СРСР, США та Велика Британія підписали Договір про космос, який набув чинності 10 жовтня 1967 року — до якого згодом приєдналися понад сто країн:
| | Космічний простір і небесні тіла відкриті для дослідження й використання всіма державами на основі рівності та згідно з міжнародним правом. Космічний простір і небесні тіла не підлягають національному привласненню ні шляхом проголошення на них суверенітету, ні шляхом використання або окупації, ні будь-якими іншими засобами. |
| — Договір про принципи діяльності держав по дослідженню і використанню космічного простору, включаючи Місяць та інші небесні тіла. 10.10.1967. | |

Цей договір також наголошує на використанні Місяця в мирних цілях, прямо забороняючи військові об'єкти та зброю масового ураження, включно з ядерною зброєю.
У 1979 році додатково була укладена Угода про Місяць, щоб обмежити експлуатацію природних ресурсів Місяця однією державою. Однак вона вважається невдалою, оскільки жодна країна, яка має програми або проєкти польотів людини в космос, не підписала його. Угоду не підписали Китай, США та Росія.
У 2020 році НАСА в координації з Державним департаментом США спільно з сімома іншими державами уклало «Угоди Артеміди», які кидають виклик Угоді про космос. Крім того, США підкреслили в президентському розпорядженні («Заохочення міжнародної підтримки відновлення та використання космічних ресурсів»), що Сполучені Штати не розглядають космічний простір як «глобальне надбання» і називають Угоду про Місяць «невдала спроба обмежити вільне підприємництво». Станом на червень 2024 року «Угоди Артеміди» були підписані 43 державами (зокрема Україною).
З огляду на такий зростальний комерційний і національний інтерес, наприкінці 2020 року законодавці США запровадили спеціальне положення щодо збереження історичних місць висадки, а групи інтересів виступили за те, щоб зробити такі місця об'єктами всесвітньої спадщини.
У 2021 році, спираючись на прецеденти руху за права природи та концепцію правосуб'єктності для нелюдських організацій в космосі, група юристів, космічних археологів і зацікавлених громадян створила «Декларацію прав Місяця».

## Місяць у культурі

### Календар
Регулярні фази Місяця роблять його зручним для вимірювання часу, тому цикли його зростання та спадання лежать в основі багатьох найдавніших календарів. Місячний цикл легко спостерігати, оскільки зміни його фаз видно неозброєним оком, а цикл пір року завершується приблизно за дванадцять місячних циклів (354 дні). Історично місячні календарі використовувалися ранніми цивілізаціями, такими як Месопотамія та Стародавній Єгипет. Однак такі календарі, будучи зручними для кочових народів, створюють проблеми для землеробських громад через поступовий зсув сезонів, що потребує регулярних коригувань. Крім того, сучасне визначення місячного періоду як приблизно в 30 днів походить з цієї традиції та є лише наближеним значенням місячного циклу.
Найвідомішим суто місячним календарем є календар Хіджри, який датується VII століттям. У ньому місяці традиційно визначаються на основі візуального спостереження хілала, — першим півмісяцем над горизонтом.

### Вірування

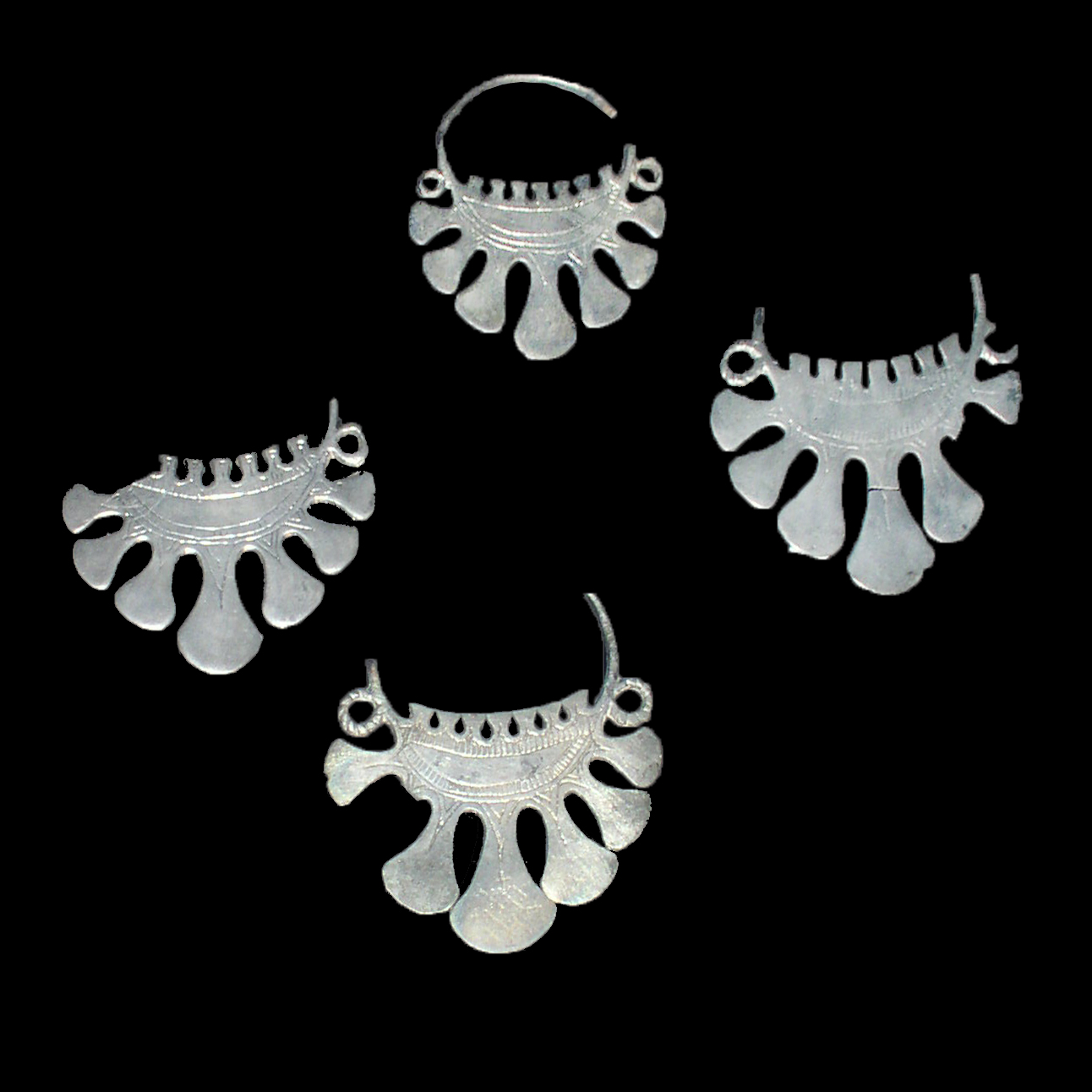
Лунниці.

У міфологічних поглядах людей від пізнього палеоліту до енеоліту включно Місяць відігравав не меншу роль за Сонце. Це було зумовлено низкою чинників. По-перше, його цикл збігався з фізіологічним циклом жінки. Завдяки цьому жінка ототожнювалася з Місяцем і підносилася до рівня небесної істоти. По-друге, зміни фаз супутника були зручними для виміру часу. Варто зазначити, що Місяць, за баченням землеробів епохи неоліту й енеоліту, залежно від фаз, які проходило світило, фігурував як жіноче чи як чоловіче божество, але в цілому вважався богинею. Богиня-Місяць включала чотири чоловічі й чотири жіночі фази (божества), до жіночих фаз Місяця відносили повний і новий місяць, та два півмісяці.
За тисячоліття, в які панував культ Богині-Місяця, сформувалася відповідна міфологія і символіка, яка її виражала. Однак після епохи енеоліту в міфології багатьох народів відбувається так званий маскуліністичний переворот, завдяки якому на передній план виходить культ бога. Це зумовило те, що Богиня-Місяць відійшла на другий план, а у світогляді деяких народів, зокрема й українців, за Місяцем узагалі закріпився статус чоловічого божества.
Контраст між світлими плато та темнішими морями на поверхні Місяця створює візерунки для людини-спостерігача через психологічний феномен, який називається парейдолією. Вони відзначаються та інтерпретуються багатьма культурами, серед яких мотиви людини на Місяці або місячного зайця. У китайській міфології останній, зокрема, є супутником богині Місяця Чан'е, яка дала своє ім'я зондам китайської програми дослідження Місяця, а в міфології ацтеків він служить їжею для Кетцалькоатля.
У X—XIII століттях серед найпоширеніших прикрас-оберегів у слов'ян були лунниці та скроневі кільця, форма яких нагадувала молодий Місяць. Зазвичай, їх вплітали у волосся.
З Місяцем традиційно пов'язують легенди про теріантропію — перетворення людини на тварину. Найвідомішими є ті, що стосуються лікантропа, або перевертня, який черпає свою силу з Місяця та здатний переходити від своєї людської форми до своєї звірячої форми під час ночі повного місяця. Таке явище, як повне сонячне затемнення, лягало в основу міфів та легенд, пов'язаних зі зникненням Сонця, аж до XVII століття, хоча пояснення його виникнення вже було відомо вченим. Також існувало хибне уявлення про шкідливий вплив місячного світла на людину, звідки й походить застарілий синонім сомнамбулізму — «лунатизм». Також у сучасній англійській мові існує слово lunatic («божевільний, безрозсудний»), що походить від уявлення про зв'язок Місяця з неадекватною поведінкою.

### Місяць у сучасній культурі
У вексилології місяць з'являється на гербах і прапорах, таких як прапор Лаосу, Монголії та Палау. Крім того, символ півмісяця та особливо асоціація зорі та півмісяця стали емблемами Османської імперії після того, як вони стали емблемами Візантії, ці мотиви з'являються на багатьох прапорах мусульманських країн, серед яких: Алжир, Азербайджан, Коморські Острови, Малайзія, Мальдіви, Мавританія, Пакистан, Туреччина, Туніс, Туркменістан, Узбекистан. Півмісяць також використовується на прапорах немусульманських країн, зокрема Сінгапуру.
У музиці Місяць фігурує в багатьох музичних творах. Наприклад, «Місячна соната» (1802) Людвіга ван Бетховена — хоча цю назву було дано вже після смерті композитора — або частина фортепіанної сюїти Клода Дебюссі «Місячне сяйво» (1905). До них належать також балади «Blue Moon» (1934) Річарда Роджерса та Лоренца Харта, які мали успіх у різних виконавців, і «Fly Me to the Moon», яку особливо популяризував Френк Сінатра (1964); вальсу Білла Монро «Blue Moon of Kentucky» (1947). До цього переліку слід включити відому українську пісню «Ніч яка місячна», слова якої написав Михайло Старицький. Окрім того, варто згадати «місячну ходу» — знаковий танцювальний рух, популяризований Майклом Джексоном, який створює ілюзію ковзання назад, ставши важливим символом попкультури XX століття.
Місяць фігурує в народних піснях Шотландії («Aiken Drum» (1715)), Англії («Hey Diddle Diddle» (1765)), Німеччини («Abendlied» (1779)), Франції («Au clair de la lune» (1870)), Бразилії («Luar do Sertão» (1914)), США («Oh, You Crazy Moon» (1939)), Китаю («Northeastern Cradle Song» (1962)), Індії («Tha Tha Thabungton» (1972)).
Також супутник є темою багатьох рок-пісень, зокрема «Bad Moon Rising» (1969) американського гурту Creedence Clearwater Revival, «Walking on the Moon» (1979) британського гурту The Police, англійського музиканта Оззі Осборна «Bark at the Moon» (1983), канадського музиканта Ніла Янга «Harvest Moon» (1992) та «Man on the Moon» (1992) гурту R.E.M. або альбому «The Dark Side of the Moon» (1973) гурту Pink Floyd.
У XXI столітті ця тенденція продовжується, серед них — «Brilha La Luna» (2003) бразильського жіночого поп-гурту Rouge, американського інді-рок гурту Bright Eyes «Lua» (2004), британського гурту нової хвилі Madness «La Luna» (2012), ісландської співачки Б'єрк Квюдмюндсдоуттір «Moon» (2011) та «My Love Mine All Mine» (2023) Міявакі Міцукі.
Місяць є місцем подій багатьох відомих творів наукової фантастики. Наприклад, події цих творів  «Людина на Місяці» 1638 року Френсіса Годвіна, «Інший світ, або Держави та імперії Місяця» 1657 року Сірано де Бержерака, «Із Землі на Місяць» 1865 р. Жуля Верна та «Перші люди на Місяці» 1901 р. Герберта Веллса відбуваються на цьому супутнику. Одним із ранніх прикладів зображення колонізації Місяця є «Місячна трилогія» польського письменника Єжи Жулавського, написаній між 1901 і 1911 роками. Згодом колонізація Місяця була зображена в низці книг, починаючи з роману «Космічна платформа» Маррі Лайнстера 1950-х років, роману Ларрі Нівена 1980 року «Дівчина в печворку» та роману Роджера Макбрайда Аллена 1988 року «Далека гармата». Колонізація супутника іноді є останнім притулком людства, коли Земля вже не придатна для життя, як у оповіданні Артура Кларка 1951 року «Якщо я забуду тебе, о Земле». Романи  «Місяць — суворий господар» Р. Гайнлайна 1966 року та «Місячна війна» Бена Бова 1997 року розповідають про боротьбу місячних колоністів за незалежність від Землі. Місячні колонії слугують військовими базами в низці творів: у романах «Ракетний корабель "Галілео"» Гайнлайна 1947 року, «Місто на Місяці» Лайнстера 1957 року, «Альтернатива спокою» Аллена Стіла 1996 року.
Вірші, поеми, Тараса Шевченка: «Причинна» (1837), «На вічну пам'ять Котляревському» (1838), «До Основ'яненка» (1839), «Гайдамаки» («Титар») (1841), «Княжна» (1847). Івана Франка «Світ дрімає. Блідолиций» (1880), «Місяцю-князю!..» (1883), «Нове життя» (1883—1885), «Підгір'я взимі» (1885). Поезії Лесі Українки «Mi (Колискова)» (1890), «Місячна легенда» (1891—1892), «В небі місяць зіходить смутний» (1893), «Романс» (1897), поема «Кассандра» (1907), феєрія «Лісова пісня» (1911). Вірші Олександра Олеся «Місяць, закоханий в ніч чарівну…» (1905), «Осріблені місяцем гори блищать…» (1906), «Місяць квітень! Боже мій!..» (1920).
Місяць — це дуже популярний візуальний та символічний елемент у коміксах, відеоіграх, фільмах та аніме. Часто він з’являється у фонових сценах, особливо в нічних або емоційно напружених моментах, проте зазвичай не відіграє ключової сюжетної ролі. У цій статті наведено приклади творів, де Місяць відіграє ключову роль, а не лише слугує атмосферним фоном.
Місяць зображується в багатьох коміксах, таких як: «Людина в космосі» Волта Діснея, адаптації роману «Із Землі на Місяць» у вигляді коміксів, «Космічні війни», «Космічна сім'я Робінзон». Місцем подій багатьох відеоігор, як: Lunar Lander, DuckTales, Duke Nukem 3D, The Legend of Zelda: Majora's Mask, Command & Conquer: Yuri's Revenge, Mass Effect, Dead Space, Destiny, Elite: Dangerous, Wolfenstein: The New Order, Bloodborne, Kerbal Space Program, Call of Duty: Infinite Warfare, Super Mario Odyssey.
У кінематографі Місяць часто є важливим елементом у фільмах наукової фантастики. До прикладу він фігурує у фільмах: «Подорож на Місяць», «Жінка на Місяці», «Дістати до місяця», «Місце призначення — Місяць», «Зворотний відлік», «Залишені», «Справжні чоловіки», «Аполлон-13», «Трансформери: Темна фаза Місяця», «Перша людина»; телесеріалі «Із Землі на Місяць» та аніме франшизам Sailor Moon, Neon Genesis Evangelion, Hellsing, Cowboy Bebop, Fate, Soul Eater, Space Brothers, Blood-C, Cyberpunk: Edgerunners.
Місяць є популярним мотивом у живописі. Зокрема він присутній на полотнах українських живописців Архипа Куїнджі; Тараса Шевченка «Місячна ніч на Кос-Аралі» (1848—1849), «Місячна ніч серед гір» (1851—1857); Анатолія Криволапа «Синай. Схід місяця» (2008), «Місяць над рікою» (2008), «Пейзаж з місяцем» (2010); Олега Шупляка «Серпень» (2016), «Ой не світи, Місяченьку…» (2020), «Взаємне тяжіння» (2020) та Івана Марчука.

#### Англійською
- Wilhelms, D. E. (1987). Geologic History of the Moon. U.S. Geological Survey Professional Paper. Professional Paper. 1348. Bibcode:1987ghm..book.....W. doi:10.3133/pp1348. Архів оригіналу за 23 лютого 2019.
- Taylor, S. R. (1992). Solar system evolution. Cambridge University Press. с. 307. ISBN 978-0-521-37212-1.
- Wilhelms, D. E. (1993). To a Rocky Moon: A Geologist's History of Lunar Exploration. Tucson: University of Arizona Press. с. 477. ISBN 978-0-8165-1065-8.
- Spudis, P. D. (1996). The Once and Future Moon. Smithsonian Institution Press. с. 308. ISBN 978-1-56098-634-8. Архів оригіналу за 17 червня 2020.
- Moore, P. (2001). On the Moon. Tucson, Arizona: Sterling. с. 239. ISBN 978-0-304-35469-6.
- Mackenzie, Dana (2003). The Big Splat, or How Our Moon Came to Be. Hoboken, NJ: John Wiley & Sons. с. 232. ISBN 978-0-471-15057-2. Архів оригіналу за 17 червня 2020.
- Bussey, B.; Spudis, P.D. (2004). The Clementine Atlas of the Moon. Cambridge University Press. с. 316. ISBN 978-0-521-81528-4.
- Jolliff, B. (2006). Wieczorek, M.; Shearer, C.; Neal, C. (ред.). New views of the Moon. Reviews in Mineralogy and Geochemistry. Chantilly, Virginia: Mineralogy Society of America. 60 (1): 721. Bibcode:2006RvMG...60D...5J. doi:10.2138/rmg.2006.60.0. ISBN 978-0-939950-72-0. Архів оригіналу за 27 червня 2007.

#### Італійською
- Fresa, Alfonso; Abetti, Giorgio (1952). Ulrico Hoepli (ред.). La luna: movimenti, configurazioni, influenze e culto. Milan. с. 566.
- Frederick, Robert (1982). Edagricole (ред.). L'influsso della luna sulle coltivazioni. Bologna. с. 132. ISBN 88-206-2124-X.
- Lapucci, Carlo; Antoni, Anna Maria (1985). Vallardi (ред.). I proverbi dei mesi. с. 328. ISBN 88-11-92572-X.
- Corsi, Emilio Sassone (2005). Gremese Editore (ред.). Il sole nero. Alla scoperta dell'eclisse di sole. с. 157. ISBN 88-8440-384-7.
- Jenkins, Jamey L. (2010). Springer Milan (ред.). Come si osserva il Sole. Metodi e tecniche per l'astronomo non professionista. Milan. с. 233. ISBN 978-88-470-1627-9.
- Fusco, Fulvio (2014). Youcanprint (ред.). Pianeti e Esopianeti. Nuove scoperte. с. 516. ISBN 88-911-5450-4.

#### Іспанською
- Solá, José Comas (1975). Capítulo VIII: La Luna. У Ramón Sopena (ред.). Astronomía. с. 799. ISBN 84-303-0169-0.
- Comellas, José Luis (1979). Rialp (ред.). Guía del Firmamento. с. 770. ISBN 84-321-1976-8.
- Artola, Ricardo (1999). Espasa (ред.). La conquista de la Luna. с. 226. ISBN 978-84-239-7790-1.
- Chong, S. M.; Ang, Poon Seng; Lim, Albert (2003). Cambridge University Press (ред.). Atlas fotográfico de la Luna. с. 160. ISBN 84-8323-351-7.
- Bordonau, Francisco Violat; Bordonau, Jose Carlos Violat (2019). Glosario Selenográfico Diccionario de la Luna. с. 392. ISBN 978-1726-721-85-1.

#### Німецькою
- Wolf, Werner (1929). Konkordia (ред.). Der Mond im deutschen Volksglauben. Bühl. с. 91.
- Dambeck, Thorsten (2002). Bild der Wissenschaft. с. 48—53. ISSN 0006-2375
- Jaumann, Ralf; Köhler, Ulrich; Fischer, Martina; Aldrin, Buzz; und Raumfahrt, Deutsches Zentrum für Luft; Reiter, Thomas (2009). Fackelträger (ред.). Der Mond. Entstehung, Erforschung, Raumfahrt. Köln. с. 320. ISBN 978-3-7716-4387-4.
- Chu, Alan; Paech, Wolfgang; Weigand, Mario (2010). Oculum (ред.). Fotografischer Mondatlas. 69 Mondregionen in hochauflösenden Fotos. Erlangen. с. 191. ISBN 978-3-938469-41-5.
- Brunner, Bernd (2012). Kunstmann (ред.). Mond. Die Geschichte einer Faszination. München. с. 319. ISBN 978-3-88897-732-9.
- Feist, Ulrike (2013). Akademie Verlag (ред.). Sonne, Mond und Venus: Visualisierungen astronomischen Wissens im frühneuzeitlichen Rom. Berlin. с. 259. ISBN 978-3-05-006365-2. (Dissertation Universität Augsburg 2011).
- Schenkel, Elmar; Voigt, Kati (2013). Peter Lang GmbH, Internationaler Verlag der Wissenschaften (ред.). Sonne, Mond und Ferne: der Weltraum in Philosophie, Politik und Literatur. с. 167. ISBN 978-3-631-64081-4.
- Moore, Ben (2019). Kein & Aber (ред.). Mond. Eine Biografie. Zürich. с. 320. ISBN 978-3-0369-5799-9.

#### Українською
- Раковський, І. (1917). Свобода (ред.). Про Землю, Сонце і звізди. Джерсі-Сіті. с. 104.
- Раковський, І. (1922). Загальна Книгозбірня ч. 10. (ред.). Вселенна. Начерк астрономії. Ч. I. Коломия. с. 245.
- Раковський, І. (1927). Товариство "Просвіта" ч. 714. (ред.). Наш всесвіт і його будова. Львів. с. 28.
- Мала гірнича енциклопедія : у 3 т. / за ред. В. С. Білецького. — Д. : Донбас, 2007. — Т. 2 : Л — Р. — 670 с. — ISBN 57740-0828-2.
- Місячна одіссея: збірник / К. Д. Покровський, Ю. Г. Шкуратов [та ін.] ; під ред. Я. С. Яцківа. — К.: Академперіодика, 2007. — 241 с.: ілюстр.
- Кислюк, В. С. (2009). ВД “Академперіодика” (ред.). Місяць на небі…. с. 120. ISBN 978-966-360-126-7.
- Біда, Д.Д. (2009). Міські інформаційні системи (ред.). Місяць. № 2. с. 71. ISBN 978-966-1577-01-4.
- Кислюк, В. С. (2013). Головна астрономічна обсерваторія Національної академії наук України (ред.). КОСМІЧНІ ДОСЛІДЖЕННЯ МІСЯЦЯ: СУЧАСНИЙ СТАН ТА ПЕРСПЕКТИВИ (ОГЛЯД). Т. 19, № 3. Київ.

#### Польською
- Włodarczyk, Jarosław (2012). Dom Wydawniczy Rebis (ред.). Księżyc w nauce i kulturze Zachodu. Poznań. с. 487. ISBN 978-83-7510-095-2.
- Lemons, Don S. (2018). Wydawnictwo Naukowe PWN SA (ред.). Fizyka w rysunkach. 2600 lat odkryć od Talesa do Higssa. Warszawa. с. 300. ISBN 978-83-01-20072-5.

#### Російською
- Болдуин, Р. (1967). Мир (ред.). Что мы знаем о Луне?. Москва. с. 173.
- Петров, В.П. (1967). Леніздат (ред.). Здравствуй, Луна!. Ленінград (Санкт-Петербург). с. 191.
- Жарков, В.Н.; Паньков, В.Л.; Калачников, А.А.; Оснач, А.І. (1969). Наука (ред.). Введение в физику Луны. Москва. с. 312.
- Мир, ред. (1973). Физика и астрономия Луны. Москва. с. 318.
- Шингарёва, К. Б.; Бурба, Г. А. (1977). Наука (ред.). Лунная номенклатура: Обратная сторона Луны, 1961—1973 гг. Москва. с. 54.
- Шевченко, В.В. (1983). Наука (ред.). Луна и её наблюдение. Москва. с. 192.
- Уманский, С.П. (1989). Знание (ред.). Луна — седьмой континент. Москва. с. 117. ISBN 5-07-000408-5.

#### Французькою
- Rükl, Antonín; Becker, Jean-Marc; Richebé, Martine (1993). Éditions Gründ (ред.). Atlas de la Lune. с. 224. ISBN 2-7000-1554-1.
- Legault, Thierry; Brunier, Serge (2004). Larousse (ред.). Le grand atlas de la mune. с. 127. ISBN 2-03-560336-6.
- Lacroux, Jean; Legrand, Christian (2005). Larousse (ред.). Découvrir la lune. с. 143. ISBN 2-03-560433-8.
- Whitehouse, David (2008). Dunod- Quai des sciences (ред.). Lune la biographie autorisée. с. 252. ISBN 978-2-10-051547-9.
- Montgomery, Scott L.; de Quéral, Céline; Luc, Elisabeth; Nègre-Bouvet, Delphine (2008). Sélection du (ред.). Lune du rêve à la conquête. с. 256. ISBN 978-2-7098-2039-4.
- Alberny, Renaud; Clères, Christian (2009). Glénat Livres (ред.). Le livre de la Lune. с. 142. ISBN 978-2-7234-7318-7.
- Bond, Peter (2012 (2014)). De Boeck (ред.). L'exploration du système solaire. с. 456 (480). ISBN 978-2-8041-8496-4.
- Kerss, Tom (2019). Delachaux et Niestlé (ред.). Guide pratique de la Lune : découvrir, observer, photographier. с. 96. ISBN 978-2-603-02667-0.
- Dambeck, Thorsten (2023). Delachaux (ред.). La Lune: A la découverte des paysages lunaires. с. 224. ISBN 978-2-603-03069-1.

#### Японською
- Motori, Shiroo (2006). Seibundō Shinkōsha (ред.). 月のきほん (Moon Guide). с. 143. ISBN 4-416-20621-6.
- Mitsuru, Aoki (2008). Beret Publishing (ред.). 月の科学「かぐや」が拓く月探査 (Science of the Moon: Lunar Exploration Pioneered by "Kaguya"). с. 391. ISBN 978-4-86064-184-9.

### Архіви
- Jones, Eric M. (2006). Apollo Lunar Surface Journal. NASA. Архів оригіналу за 8 травня 2021.
- Teague, K. (2006). The Project Apollo Archive. Архів оригіналу за 4 квітня 2007. Процитовано 12 квітня 2007.
- Exploring the Moon. Lunar and Planetary Institute. Архів оригіналу за 10 травня 2021.
- Moon Articles. Planetary Science Research Discoveries. Hawai'i Institute of Geophysics and Planetology. Архів оригіналу за 17 листопада 2015.